# Marina Militare (Italia)
La Marina Militare è la componente operativa marittima della difesa militare della Repubblica Italiana e costituisce una delle quattro forze armate, insieme a Esercito Italiano, Aeronautica Militare e Arma dei Carabinieri. A essa sono affidati il controllo e la condotta delle operazioni navali nelle acque territoriali e internazionali.
L'attuale denominazione è stata adottata nel 1946, con la proclamazione della Repubblica dopo la Seconda guerra mondiale, ereditando la stessa struttura della Regia Marina e le unità navali che le condizioni armistiziali e del trattato di pace lasciavano all'Italia. Dopo un'espansione dovuta anche alla cessione da parte degli Stati Uniti d'America di alcune unità navali e a un programma di costruzioni noto come "legge navale", necessario per far fronte alla minaccia proveniente dal Patto di Varsavia, a partire dalla fine del XX secolo è stato attuato un programma di ridimensionamento dovuto alla rivalutazione dei compiti della forza armata.
La sua missione, inizialmente all'interno della NATO e successivamente anche dell'Unione europea, consiste nel mantenimento di una continua e credibile presenza nell'area mediterranea, nel controllo dei mari italiani con unità aeronavali e relativo supporto terrestre, nella cooperazione con le forze navali alleate, nel mantenimento di una forza di superficie e di una forza subacquea in grado di operare autonomamente, garantendosi una protezione da offese aeree, di superficie e subacquee, cui affiancare una componente anfibia in grado di svolgere limitate operazioni.

## Storia

### L'unità d'Italia e la Prima guerra mondiale
La nascita della marina militare del futuro Regno di Sardegna, successivamente divenuto Regno d'Italia, si può far risalire all'epoca del Ducato di Savoia, che ebbe accesso al mare sin dal 1388 dopo l'acquisizione di Nizza. L'atto fondante, considerato dagli storici, della marineria sabauda è l'intervento militare nella Battaglia di Lepanto del 1571.

La Marina del Regno di Sardegna o Marina Sarda fu costituita con il neonato Regno di Sardegna nel 1713, dopo l'acquisizione del Regno di Sicilia da parte dei duchi di Savoia nello stesso anno, con lo scopo di collegamento con la terraferma e la protezione delle nuove coste. Furono acquisite le quattro galee siciliane e nel 1716 furono pronte tre navi a vela, il Vittorio, costruita in Inghilterra, la Santa Rosalia e il Beato Amedeo, costruite all'Arsenale di Palermo e armate da quaranta a sessanta cannoni.

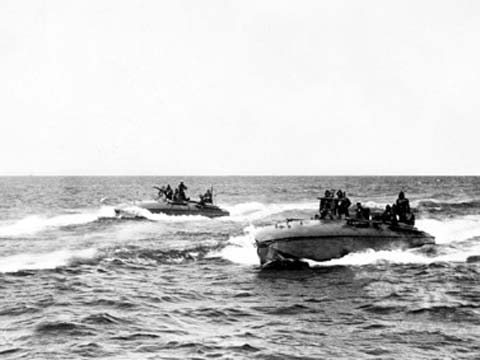
Coppia di MAS in esercitazione (1918)

La marina militare italiana nacque il 17 novembre 1860 con l'unificazione della Marina del Regno di Sardegna con le marine delle Due Sicilie, della Granducale toscana e di quella pontificia e successivamente assunse la denominazione di "Regia Marina" il 17 marzo 1861, a seguito della proclamazione del Regno d'Italia da parte del parlamento di Torino. Il 10 gennaio 1861 venne istituito il Ministero della Marina, separato da quello della Guerra. Nello stesso anno viene costituito il "Reggimento Marina" che nel corso dei decenni si è evoluto fino a diventare oggi la brigata marina "San Marco" e venne fondata la Regia Scuola degli Allievi Macchinisti, oggi nota come Scuola sottufficiali della Marina Militare. Nel 1881 viene inaugurata a Livorno l'Accademia navale, per la formazione dei futuri ufficiali. Nel 1866 la pirocorvetta Magenta salpò e fu la prima nave della Regia marina ad effettuare la circumnavigazione del globo terminata due anni dopo.
Dopo la battaglia di Lissa, essa fu impegnata prima nella guerra italo-turca e poi nella Prima guerra mondiale; in quest'ultima, essa non partecipò mai ad alcuna vera e propria "battaglia navale" con la flotta austro-ungarica, ma famose sono rimaste le azioni di quella che diventò in seguito la Xª Flottiglia MAS.
Nel 1869 venne inaugurato l'arsenale della Spezia, base navale utilizzata ancora tutt'oggi. Nel 1872 nacque l'Istituto idrografico della marina responsabile della produzione della documentazione nautica ufficiale dello Stato italiano. Qualche anno dopo, nel 1890 viene impostato il regio sommergibile Delfino dando così vita alla componente subacquea. Nel 1909 il sottotenente di vascello Mario Calderara conseguì il primo brevetto italiano di pilota d'aeroplano permettendo così la fondazione qualche anno dopo (1913) del "Servizio Aeronautico della Regia Marina", divenuto trasformandosi poi nell'odierna aviazione navale. Nel 1911 nasce la Direzione Fari e Segnalamenti marittimi. Nel 1914 vengono effettuati i primi esperimenti al mondo di lancio di siluro da idrovolante da parte del capitano del genio navale Alessandro Guidoni. Nello stesso anno viene costituito il Comando della Armata navale, da cui nel 1940 discenderà il Comando in capo delle forze navali.
Durante la Prima guerra mondiale, nel 1918 avvenne l'impresa di Premuda, il 10 giugno di ogni anno, la Marina Militare ricorda questo evento come la "Giornata della Marina".
Nel 1931 viene varata la Regia Nave Scuola Amerigo Vespucci, la più anziana unità della Marina.

### La Seconda guerra mondiale

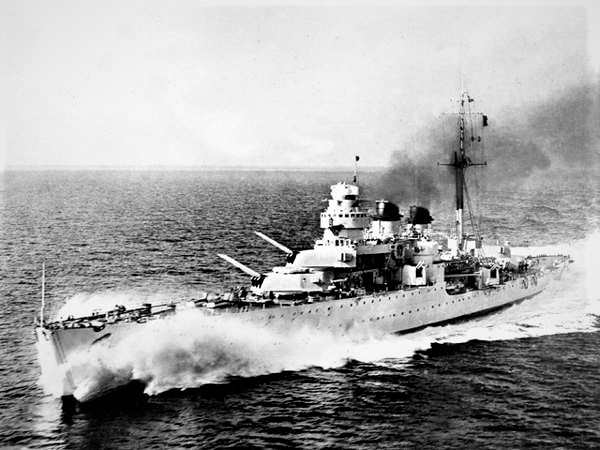
Incrociatore leggero classe Duca degli Abruzzi.

Verso la fine della Seconda guerra mondiale, l'Italia si presentava come uno Stato devastato da cinque anni di conflitto; nonostante l'importante contributo delle forze navali italiane durante il periodo di cobelligeranza, successivo all'armistizio proclamato l'8 settembre 1943 e all'accordo di cooperazione con gli Alleati siglato a Taranto il 23 settembre dello stesso anno, la Marina versava in pessime condizioni, con infrastrutture e installazioni in gran parte inutilizzabili e con i porti minati o ingombri di relitti affondati.
Nel secondo dopoguerra venne avviato un grande progetto di ammodernamento e ampliamento della flotta. Dal 1946, in seguito alla proclamazione della Repubblica, la Regia Marina assunse la nuova denominazione di "Marina Militare".

### Il dopoguerra e l'adesione alla NATO

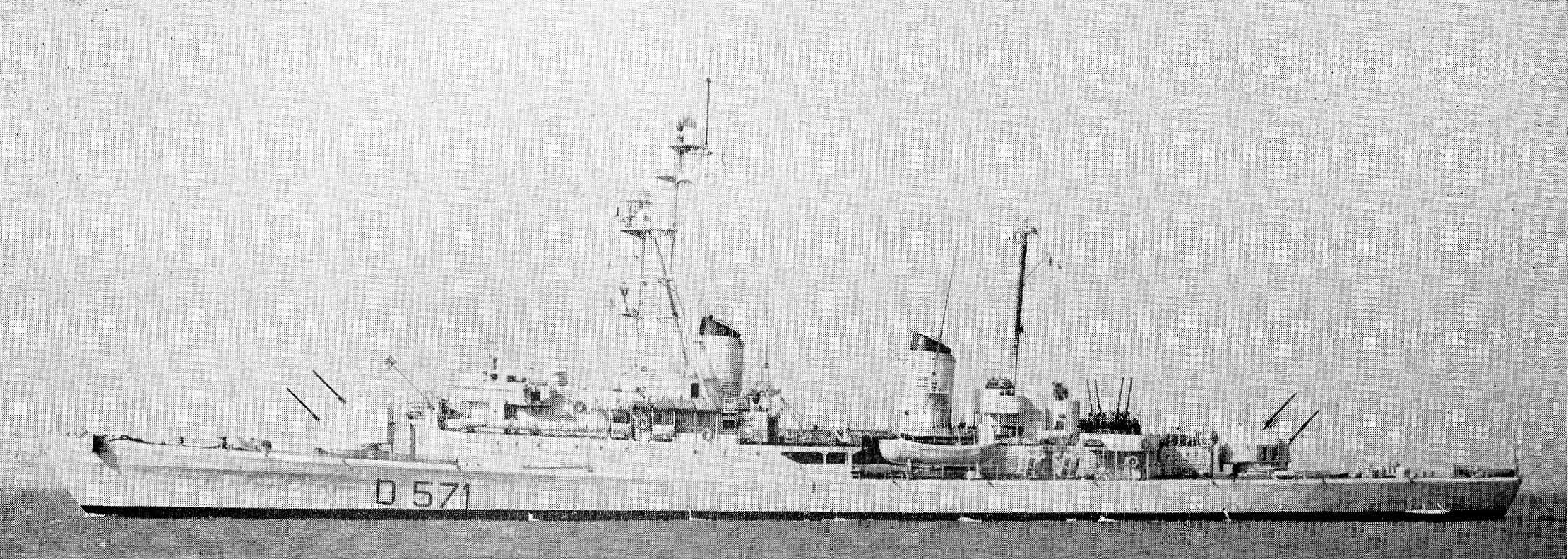
Fregata classe Centauro

Il trattato di pace fra l'Italia e le potenze alleate, firmato il 10 febbraio 1947 a Parigi, si rivelò particolarmente gravoso per la Marina, ponendo una serie di restrizioni operative e tecnologiche. Oltre alle cessioni territoriali e materiali imposte all'Italia in generale, vi furono anche:
- restrizioni di carattere militare riguardanti il divieto di installazioni fisse di difesa costiera per tutte le forze armate in prossimità delle frontiere terrestri e marittime con Francia e Jugoslavia;[20]
- divieto per tutte le forze armate di possedere, costruire o sperimentare armi atomiche, proiettili ad autopropulsione con i relativi dispositivi di lancio, cannoni con gittate superiori ai 30 km, mine e siluri provvisti di congegni di attivazione a influenza;[21]
- divieto di costruire, acquistare o sostituire navi da guerra, sperimentare unità portaerei, naviglio subacqueo, motosiluranti e mezzi d'assalto di qualsiasi tipo;[22]
- divieto di mettere in opera qualsiasi tipo di installazione militare nelle isole di Pantelleria, di Pianosa e nell'arcipelago delle Pelagie;[23]
- consegna, a titolo di riparazione di guerra, alle nazioni vincitrici (Stati Uniti, Unione Sovietica, Regno Unito, Francia, Jugoslavia, Albania e Grecia) di tre corazzate, cinque tra incrociatori ed esploratori, sette cacciatorpediniere, sei torpediniere, otto sommergibili e una nave scuola.[22]

Infine, il totale del naviglio militare dislocato, fatta eccezione per le navi da guerra, non doveva superare le 67 500 tonnellate, mentre il personale effettivo non poteva superare le 25 000 unità.
I grossi mutamenti in atto nella situazione politica internazionale convinsero Regno Unito e Stati Uniti a rinunciare alle loro aliquote di naviglio, pretendendone però la demolizione; in ciò furono imitati in piccola parte anche dalla Francia. L'Unione Sovietica pretese la consegna di gran parte delle unità a essa attribuite (tra cui la corazzata Giulio Cesare e la nave scuola Cristoforo Colombo), a eccezione del cacciatorpediniere Riboty e di alcune unità (motosiluranti e rimorchiatori) completamente inefficienti.
La crescente attenzione rivolta dall'Unione Sovietica verso i paesi del mar Mediterraneo, con i conseguenti tentativi da parte degli Stati Uniti di contrastare l'aumento dell'influenza sovietica nell'area, trasformò i mari italiani in uno dei principali luoghi di confronto tra le grandi potenze internazionali, contribuendo alla riaffermazione dell'importanza dell'Italia e dei suoi porti, grazie alla loro posizione geografica strategica.
Il 4 aprile 1949 l'Italia sottoscrisse il Trattato del Nordatlantico (NATO), ribadendo la sua impossibilità a contribuire attivamente all'interno dell'organizzazione e questo portò diplomaticamente, sul finire del 1951, alla revoca definitiva dei vincoli del trattato di pace con il consenso di tutte le nazioni occidentali. Con l'adesione alla NATO, alla Marina fu assegnato il controllo del mare Adriatico e del Canale d'Otranto, nonché la difesa delle linee di comunicazione marittime nel mar Tirreno. Per assolvere a questi compiti, fu realizzato già nel novembre del 1949 uno "Studio sul potenziamento della Marina italiana in relazione al Patto Atlantico", con il quale si individuavano le strutture e le modalità di potenziamento della Marina Militare stessa.

### Gli anni cinquanta

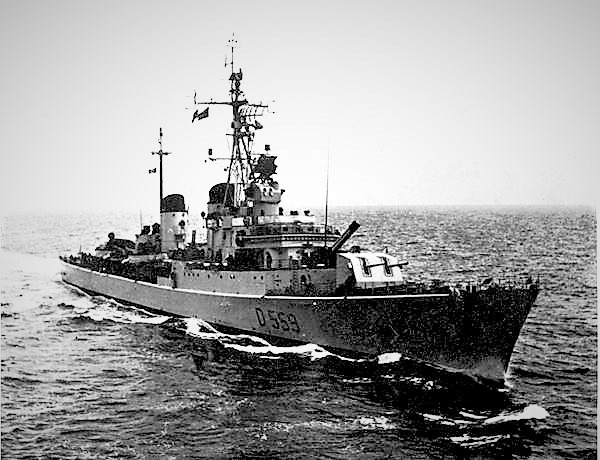
Cacciatorpediniere classe Indomito

Venute meno le clausole del trattato di pace che vietavano all'Italia il possesso di sommergibili, e con l'ingresso di essa nella NATO, nell'ambito del programma di potenziamento navale avviato nel 1950 venne anche avviata la ricostituzione della componente subacquea. Anche grazie al programma "MDAP" (Mutual Defence Assistance Program) giunsero dagli USA due cacciatorpediniere del tipo classe Benson e altre tre unità di scorta che, utilizzate come fregate, costituirono la classe Aldebaran. Vennero avviati nello stesso periodo anche i lavori di ricostruzione/trasformazione di due incrociatori leggeri della classe Capitani Romani, trasformati nei cacciatorpediniere San Giorgio (D 562) e San Marco (D 563) entrando in servizio tra il 1955 e il 1956. Furono poi realizzate quattro corvette della classe Alcione, prime unità di scorta costruite in Italia nel dopoguerra, e due cacciatorpediniere della classe Indomito, oltre a quattro fregate classe Centauro.
Nella seconda metà degli anni cinquanta vennero emanate da parte dello stato maggiore della Marina le direttive per un nuovo programma di potenziamento noto come "Programma 1958", il quale prevedeva la realizzazione di:
- due incrociatori lanciamissili e portaelicotteri classe Andrea Doria;
- due cacciatorpediniere lanciamissili classe Impavido;
- quattro fregate portaelicotteri classe Bergamini;
- quattro sottomarini classe Toti;
- la ricostruzione/trasformazione dell'incrociatore Giuseppe Garibaldi in unità lanciamissili;
- la ricostruzione/trasformazione del sommergibile Bario.

In quegli anni, precisamente nel 1956 (anno di nascita dell'Aviazione Navale), la Marina iniziò a sperimentare i primi elicotteri, inizialmente AB47-G decisamente insufficienti come capacità operative, ma che servirono a effettuare indispensabili prove sulle fregate della classe Bergamini, che nel 1958 furono le prime unità di scorta al mondo a imbarcare elicotteri. Gli elicotteri vennero presto sostituiti dalla versione potenziata AB47-J, che grazie ai pattini più alti poteva ospitare un siluro, e nel 1959, sempre grazie al "MDAP", arrivarono due elicotteri SH-34 Seabat.

### Gli anni sessanta

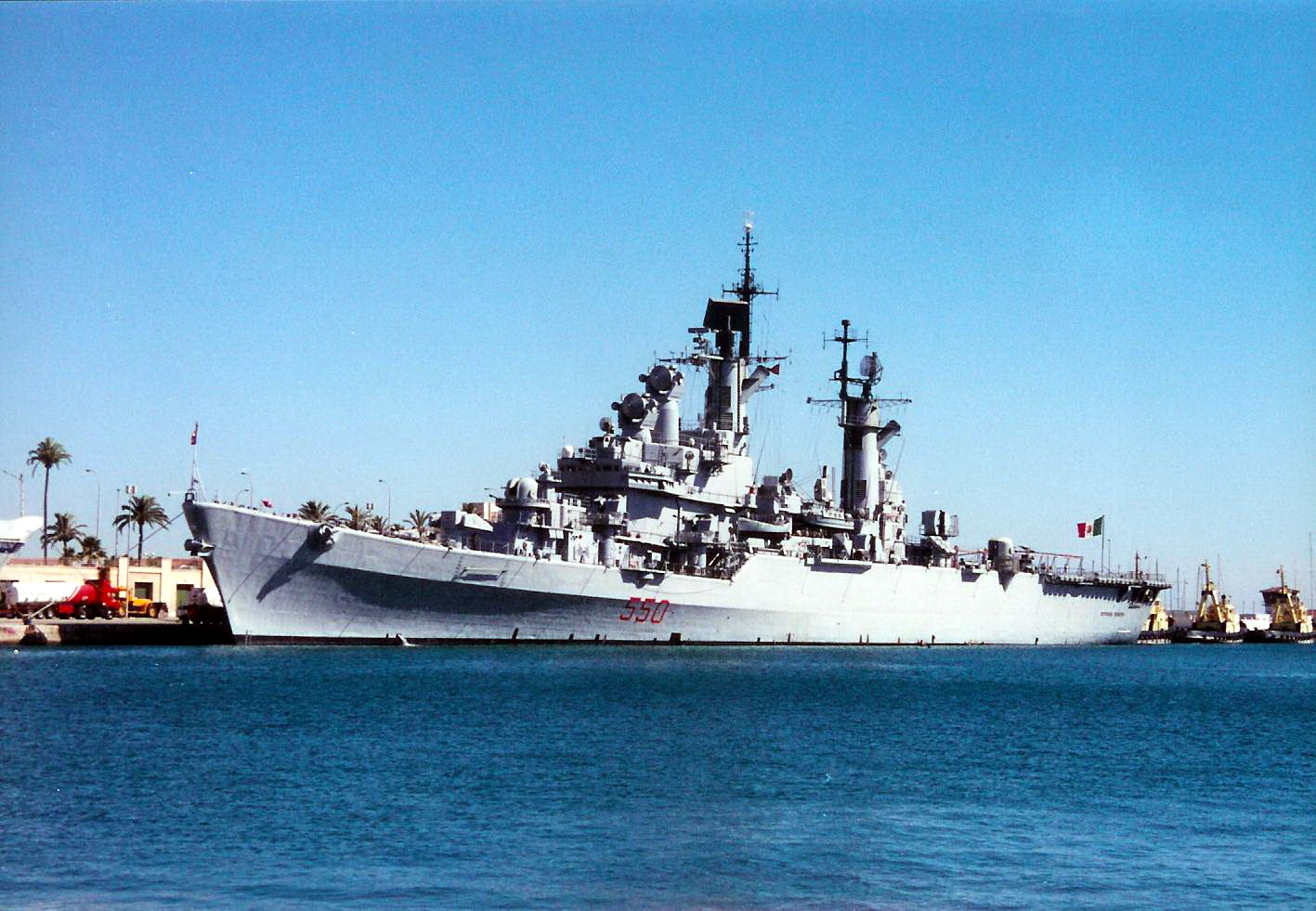
L'incrociatore lanciamissili Vittorio Veneto, entrato in servizio nel 1969 come nave ammiraglia

La scadenza degli obiettivi del "Programma 1958" venne rispettata a rilento per le difficoltà finanziarie derivate dall'inevitabile aumento dei costi iniziali.
Intanto proseguiva il potenziamento della flotta attraverso l'arrivo di unità provenienti dagli Stati Uniti, con l'acquisizione di tre sommergibili della classe Balao: Evangelista Torricelli, Francesco Morosini e Alfredo Cappellini. A questi si aggiunsero le unità di supporto logistico e anfibio Etna, Anteo, Andrea Bafile e Pietro Cavezzale. Nel 1964 venne ricostituito il Battaglione San Marco, dopo che i fucilieri di marina nel 1951 erano stati inquadrati in un'unità interforze ("Settore Forze Lagunari") sciolta nel 1956.
Nel 1963 venne avviata la costruzione della classe Enrico Toti, prime unità sommergibili costruite in Italia nel dopoguerra, che sarebbero entrate in servizio nel 1968. A questi si aggiunsero le fregate portaelicotteri classe Alpino e, alla fine del decennio, nel 1968, vennero impostate le due unità missilistiche della classe Audace. La realizzazione più significativa del decennio fu, però, la costruzione dell'incrociatore lanciamissili portaelicotteri Vittorio Veneto entrato in servizio nel 1969 come nuova nave ammiraglia della flotta. Ancora nel 1969 giunsero dagli Stati Uniti tre cacciatorpediniere della classe Fletcher: Fante,Lanciere e Geniere.

### Gli anni settanta e la "legge navale"
Gli anni settanta si aprirono con la crescente minaccia sovietica costituita dalla squadra del Mediterraneo e da una consistente forza aerea che aveva le sue basi sul litorale nordafricano, che imponevano la necessità di adeguare lo strumento navale nazionale. Nel 1970, dei 1 510 miliardi di lire destinati alla Difesa l'aliquota destinata alla Marina fu di 200 miliardi, a causa di concezioni strategiche che privilegiavano le esigenze delle forze aeree e di terra che operavano lungo il confine nord-orientale.

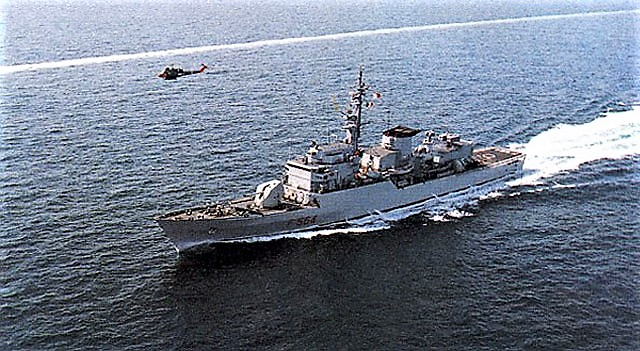
Fregata lanciamissili classe Lupo

Un parziale incremento della forza operativa si ebbe tra il 1972 e il 1974 con l'entrata in servizio delle unità della classe Audace e con l'arrivo dagli Stati Uniti di quattro sommergibili, due navi da sbarco classe Grado e tre cacciatorpediniere.

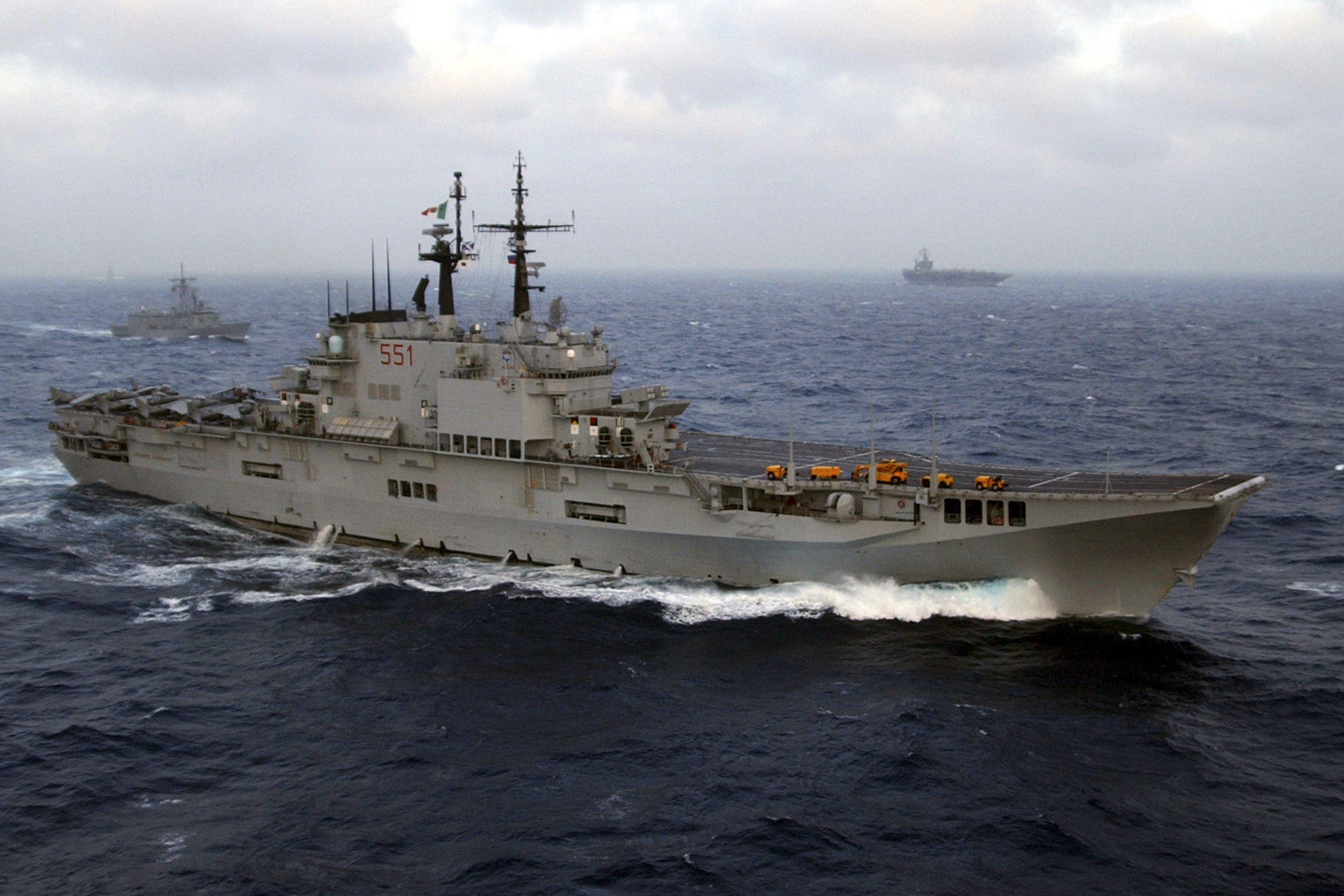
Portaerei leggera V/STOL Garibaldi

La progressiva radiazione del naviglio più anziano non compensata dall'entrata in servizio di nuove unità e il lento processo di ammodernamento in un'area sempre più difficile come il bacino del Mediterraneo, rendeva il compito della Marina Militare sempre più complesso, specie alla luce della situazione internazionale che con il riaccendersi, nel 1973, nella regione medio orientale, del conflitto arabo-israeliano, acuiva le tensioni sullo sfondo della guerra fredda. D'altra parte più vicino all'Italia la Libia diventava sempre più minacciosa, soprattutto dopo l'attacco condotto nel settembre del 1972 da un Mirage libico contro la corvetta Pietro De Cristofaro, impegnata in una missione di vigilanza pesca, che rispose all'attacco con le armi di bordo riportando però un morto e due feriti.
Le esigenze della Marina vennero dunque raccolte in un documento intitolato "Prospettive e orientamenti di massima della Marina Militare per il periodo 1974-84", noto come "Libro Bianco della Marina", nel quale si evidenziava come una volta completato il programma costruttivo ordinario, tenendo conto delle unità che si sarebbero dovute ritirare dal servizio entro la metà degli anni ottanta era indispensabile il ricorso a uno stanziamento straordinario di fondi per consentire, nell'arco di un decennio, la realizzazione di ulteriori unità indispensabili per mantenere un ragionevole livello di efficienza e credibilità. Si richiedeva quindi l'acquisizione di nuove unità così ripartite:
- 1 portaerei leggera per velivoli V/STOL ed elicotteri, la Giuseppe Garibaldi, costruita per rimpiazzare gli incrociatori Andrea Doria e Caio Duilio;
- 2 battelli Classe Sauro 2ª serie, per compensare la radiazione delle unità ex USA;
- 2 cacciatorpediniere lanciamissili, per la sostituzione delle unità della classe Indomito;
- 8 fregate lanciamissili portaelicotteri classe Maestrale, in sostituzione delle unità Centauro e Bergamini;
- 6 aliscafi tipo Sparviero;
- 1 rifornitore di squadra classe Stromboli da affiancare a quella già prevista dal programma ordinario;
- 1 nave d'assalto anfibio;
- 10 cacciamine di nuova progettazione;
- 1 nave salvataggio.

La "legge navale" che dava attuazione al programma venne approvata dal Parlamento il 22 marzo 1975 con un'ampia maggioranza e si rivelò di grande importanza anche per l'industria cantieristica nazionale.

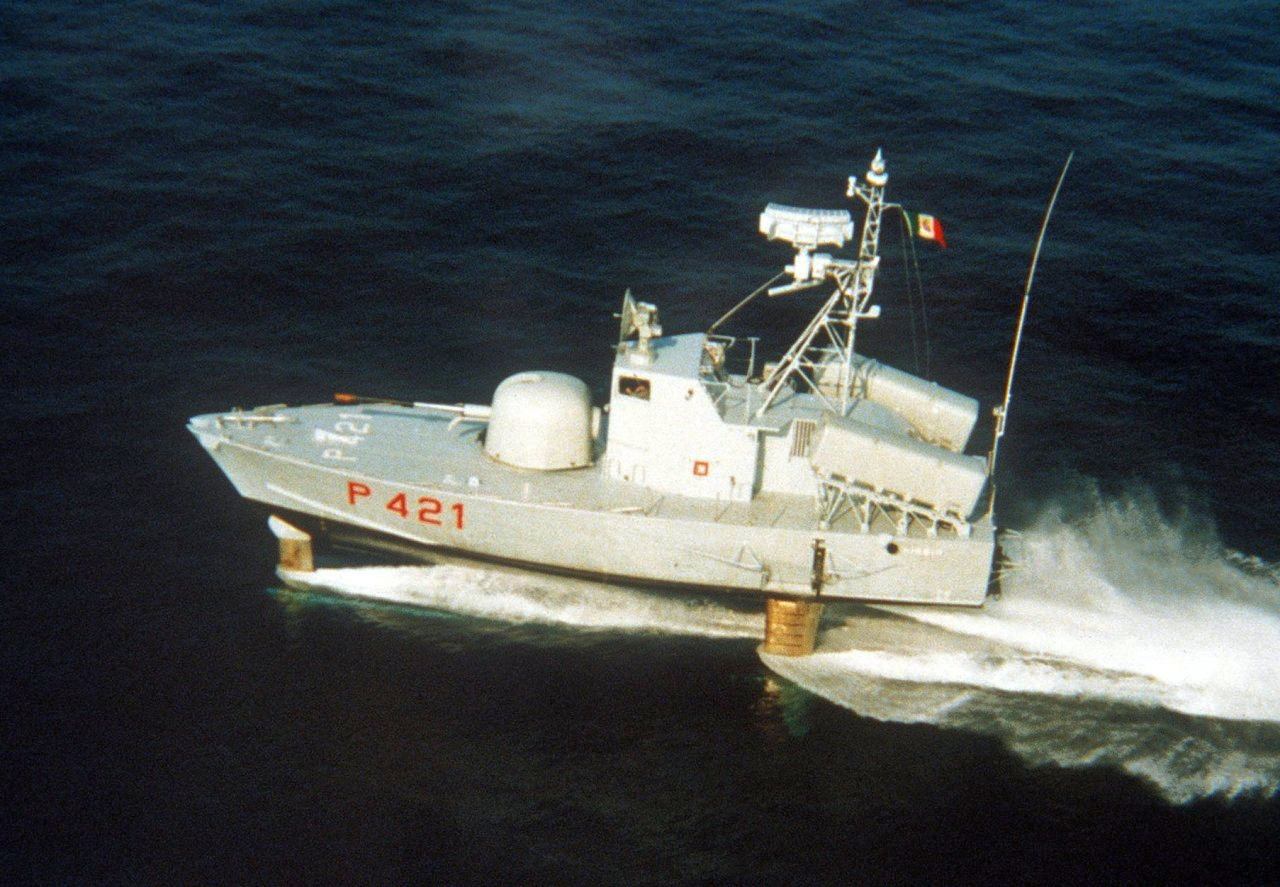
Aliscafo classe Sparviero

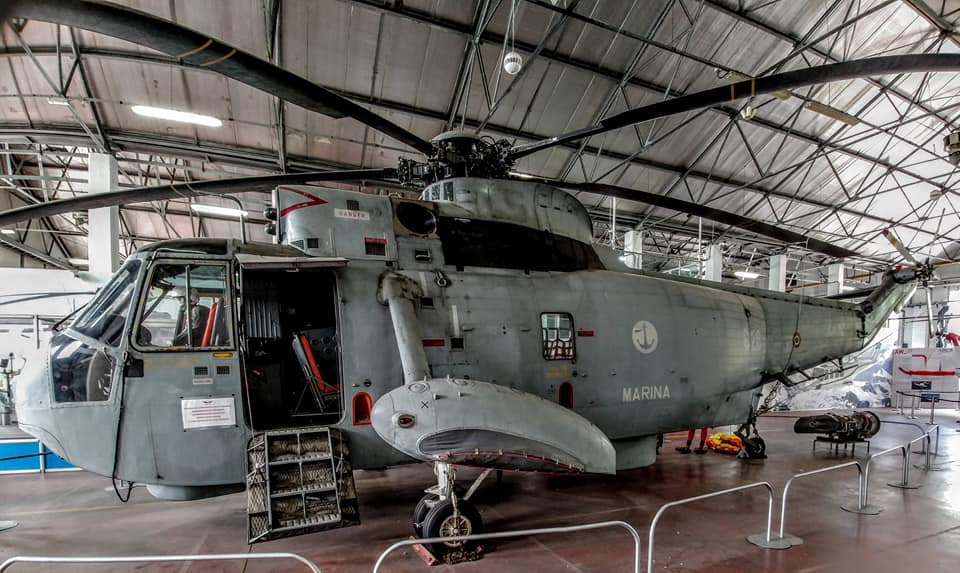
Elicottero SH 3D Sea king della Marina militare in servizio a partire dal 1973.

Il programma a medio termine da portare avanti con la maggior parte degli stanziamenti ordinari prevedeva la realizzazione di quattro fregate lanciamissili classe Lupo, due sottomarini Classe Sauro, otto aliscafi classe Sparviero una rifornitrice di squadra classe Stromboli, una nave idrografica e altro naviglio d'uso locale impegnando così 735 miliardi di lire delle 1 000 totali previste dalla legge navale. Con i restanti 235 miliardi di fondi lo stato maggiore preferì concentrare le risorse disponibili sulla costruzione di nuove unità navali come il nuovo incrociatore portaeromobili Garibaldi e un gruppo di quattro cacciamine di nuova concezione, limitando al massimo i lavori di ammodernamento sul naviglio in servizio. All'epoca il Garibaldi veniva definito "incrociatore tuttoponte", anche a causa del regio decreto n. 645 del 28 marzo 1923, atto costitutivo della Regia Aeronautica, che in forza a esso veniva a comprendere "tutte le Forze Aeree Militari del Regno e delle colonie dell'Esercito e della Marina", pertanto Esercito e Marina non potevano possedere propri velivoli. L'avvento degli elicotteri, non esistenti all'epoca del decreto in questione, permise alla Marina di dotarsi comunque di una propria componente ad ala rotante, mentre per gli aerei antisommergibile (comunque in forza all'Aeronautica Militare) si ricorreva a equipaggi misti Aeronautica/Marina. Solo successivamente verrà rinominato "portaerei".
La fine del decennio vide la Marina Militare impegnata, nell'estate del 1979, in un'azione umanitaria lontano dalle acque italiane in favore dei Boat people del Vietnam, quando un gruppo navale formato dagli incrociatori Vittorio Veneto e Andrea Doria e dal rifornitore di squadra Stromboli si rese protagonista del salvataggio di quasi mille naufraghi nel Mar Cinese meridionale. In questa occasione alla bandiera della Marina Militare venne conferita la medaglia d'oro per i benemeriti della salute pubblica, prima decorazione ottenuta dopo la Seconda guerra mondiale.

### Gli anni ottanta e gli impegni internazionali
Dopo dieci anni dall'approvazione della legge navale del 1975, erano entrati in servizio la portaerei Garibaldi, due sommergibili Sauro, le otto fregate Maestrale, sei aliscafi Sparviero, i primi quattro cacciamine della classe Lerici, il secondo rifornitore di squadra tipo Stromboli e la nave salvataggio Anteo, mentre non era ancora iniziata la costruzione dei due cacciatorpediniere lanciamissili e del secondo gruppo di sei cacciamine. I programmi a breve termine dello stato maggiore intanto prevedevano l'ammodernamento dei due Audace, e la costruzione di una terza serie di due sommergibili Sauro, di un terzo rifornitore di squadra, e di quattro corvette classe Minerva.
La fine del decennio, vedeva l'entrata in servizio nella prima parte del 1988 delle navi da sbarco San Giorgio e San Marco in sostituzione delle unità della classe Grado e sancire con la Legge 26 gennaio 1989, ratificata dal presidente Cossiga il successivo 1º febbraio, la costituzione di un'aviazione navale imbarcata, con la scelta del velivolo che cadde sull'AV-8B Harrier. Entrarono poi in servizio le corvette della 1ª serie della classe Minerva e prese il via la costruzione della 2ª serie, così come venne avviata la costruzione dei pattugliatori d'altura della classe Cassiopea, la cui prima unità entrò già in servizio nel 1989, anno in cui venne avviata la costruzione dei cacciatorpediniere lanciamissili Animoso e Ardimentoso destinati a sostituire i due Impavido e vennero completati i lavori di ammodernamento, iniziati nel 1987, delle imbarcazioni Audace e Ardito.

Nave da sbarco classe San Giorgio

Furono questi gli anni che videro i primi impegni della Marina Militare in missioni internazionali, con l'invio nell'aprile del 1982 di un gruppo navale di pattugliamento, a Sharm el-Sheikh nel golfo di Aqaba, nell'ambito della Forza Multinazionale e di Osservatori delle Nazioni Unite per il rispetto degli accordi di Camp David. Successivamente la Marina Militare partecipò alla missione in Libano dal settembre 1982 al marzo 1984 in operazioni di pattugliamento davanti alle coste libanesi e di scorta al naviglio mercantile e militare impiegato per il trasporto dall'Italia dei reparti dell'Esercito e del Battaglione San Marco. Nell'agosto 1984 poi, dopo che alcune esplosioni di mine navali nel Mar Rosso nella zona immediatamente a sud del Canale di Suez provocarono l'interruzione della navigazione commerciale, la Marina Militare partecipò alle operazioni di bonifica con l'invio di un gruppo navale formato da tre dragamine della classe Legni che erano stati trasformati in cacciamine e dalla nave appoggio Cavezzale con funzioni di nave comando in un'operazione denominata "Missione Mar Rosso".
La seconda metà del decennio vide per la marina impegni sempre più gravosi nei nuovi scenari che andavano profilandosi. Se nel 1985, con l'irrompere sulla scena internazionale di Michail Gorbačëv, tra est e ovest iniziava un periodo di distensione, il Mediterraneo rimaneva sempre un'area di confronto fra le due superpotenze e la diffusione dell'integralismo islamico fortemente antioccidentale e antiamericano era causa di forti tensioni e instabilità. Con il sequestro dell'Achille Lauro avvenuto il 7 ottobre 1985 a opera di un gruppo terroristico palestinese, la mobilitazione che ne seguì, denominata "operazione Margherita", vide un'ampia partecipazione della Marina, e la circostanza evidenziò la necessità di una più efficace componente aerea per il pattugliamento marittimo a largo raggio. Successivamente, in seguito alle tensioni e alla crisi tra Stati Uniti e Libia, il 15 aprile 1986 vi fu un attacco missilistico contro la stazione LORAN gestita dagli Stati Uniti sull'isola di Lampedusa: l'attacco evidenziò la scarsa efficacia delle rete di allarme radar e la mancanza di una qualsiasi forma di difesa contro attacchi missilistici. Scattò quindi un'operazione di dispiegamento nel Canale di Sicilia di naviglio d'altura con funzioni di controllo radar denominata "operazione Girasole" che aveva come scopo quello di estendere quanto più possibile verso sud la sorveglianza antiaerea e antimissile. Ma un altro impegno attendeva le unità italiane e questa volta in uno scenario operativo ben più distante dalla madrepatria.
Dopo anni di guerra in cui il conflitto Iran-Iraq era in situazione di stallo, il Golfo Persico era balzato alla ribalta dell'opinione pubblica mondiale quando Iran e Iraq estesero le ostilità al traffico marittimo commerciale coinvolgendo anche navi appartenenti a nazioni neutrali. Tra queste venne anche coinvolta la motonave italiana Jolly Rubino, attaccata dai "Guardiani della rivoluzione" iraniani, e la cosa spinse la Marina Militare a inviare un contingente nell'area denominato "18º Gruppo Navale", formato da fregate, unità logistiche e cacciamine impegnate in operazioni di scorta al naviglio mercantile e di bonifica da mine navali. Al termine della missione, denominata Golfo 1, la bandiera della Marina Militare venne decorata con la croce di cavaliere dell'Ordine militare d'Italia.

### Gli anni novanta

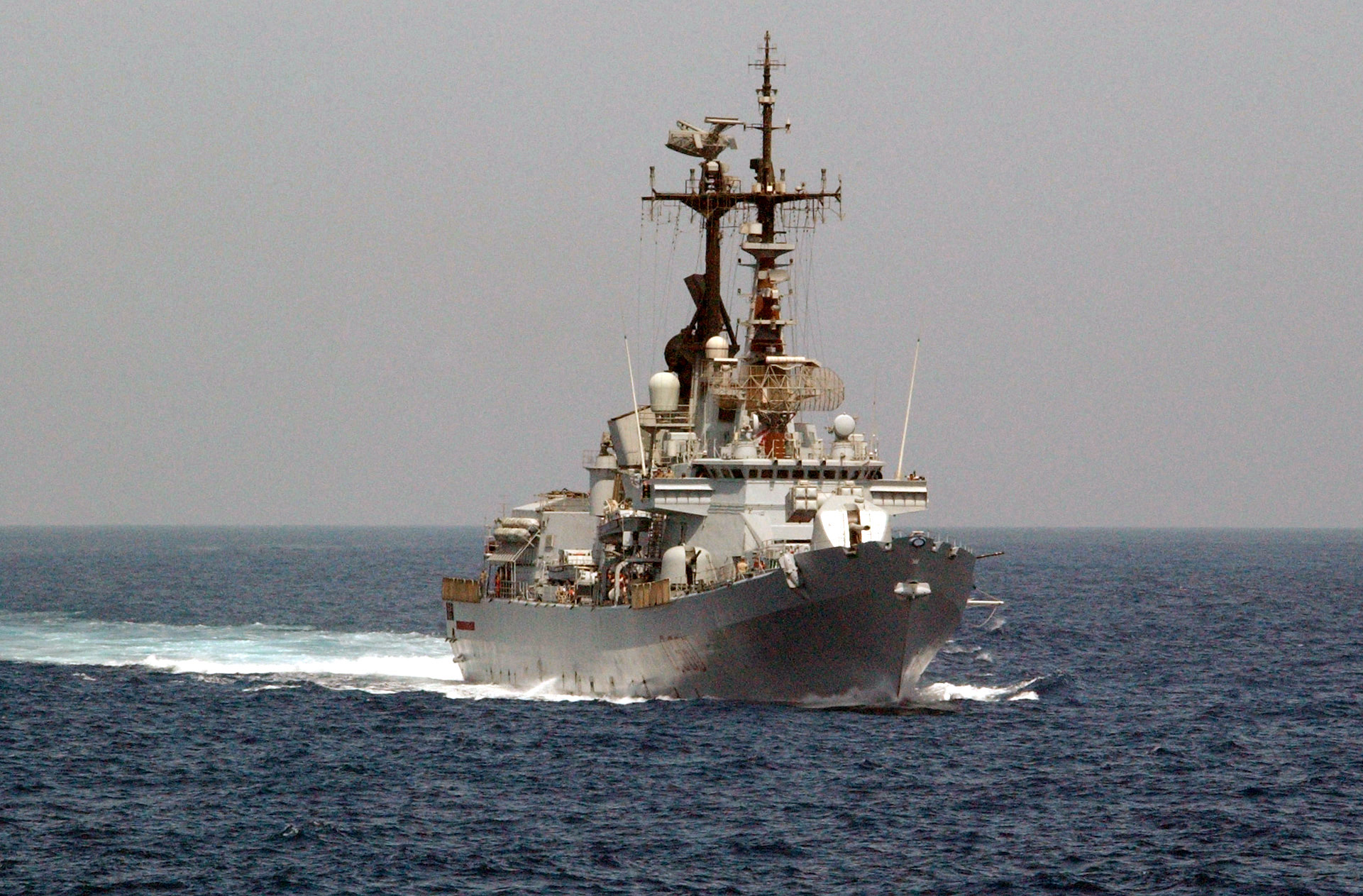
Cacciatorpediniere classe De la Penne

Gli anni novanta iniziarono per la Marina Militare con un ritorno nel Golfo Persico. Dopo che era terminata nel settembre 1988 la guerra Iran-Iraq, il 2 agosto 1990 il Raʾīs iracheno Saddam Hussein invase il vicino stato del Kuwait in nome di un'antica pretesa di Baghdad di recuperare un territorio che era stato in età più antiche dipendente dal Governatorato iracheno di Bassora in età ottomana. L'invasione provocò le immediate sanzioni da parte dell'ONU che lanciò un ultimatum, imponendo il ritiro delle truppe irachene. La richiesta non conseguì risultati e il 17 gennaio 1991 iniziò la Guerra del Golfo e le navi della Marina Militare si trovarono a far parte della coalizione internazionale. Dislocate nelle acque del Golfo Persico, le unità italiane assicurarono, in concorso con le altre forze multinazionali, l'applicazione delle risoluzioni del Consiglio di sicurezza delle Nazioni Unite, partecipando al controllo dell'embargo, conducendo azioni di controllo del naviglio sospetto e potenzialmente ostile. Successivamente, durante la fase delle operazioni militari, le unità italiane in concorso con altre forze navali contribuirono alla protezione diretta delle principali unità della forza multinazionale. Al termine delle operazioni militari poi, ripresero l'attività di embargo, partecipando allo stesso tempo alla bonifica delle acque del Golfo dai campi minati. Per questa missione, durata esattamente un anno e terminata nell'agosto del 1991, la bandiera della Marina Militare venne nuovamente decorata con la croce di cavaliere dell'Ordine militare d'Italia. La missione nel suo complesso ha comportato 385 giornate di navigazione e 1 200 ore di volo da parte dei 12 elicotteri imbarcati.

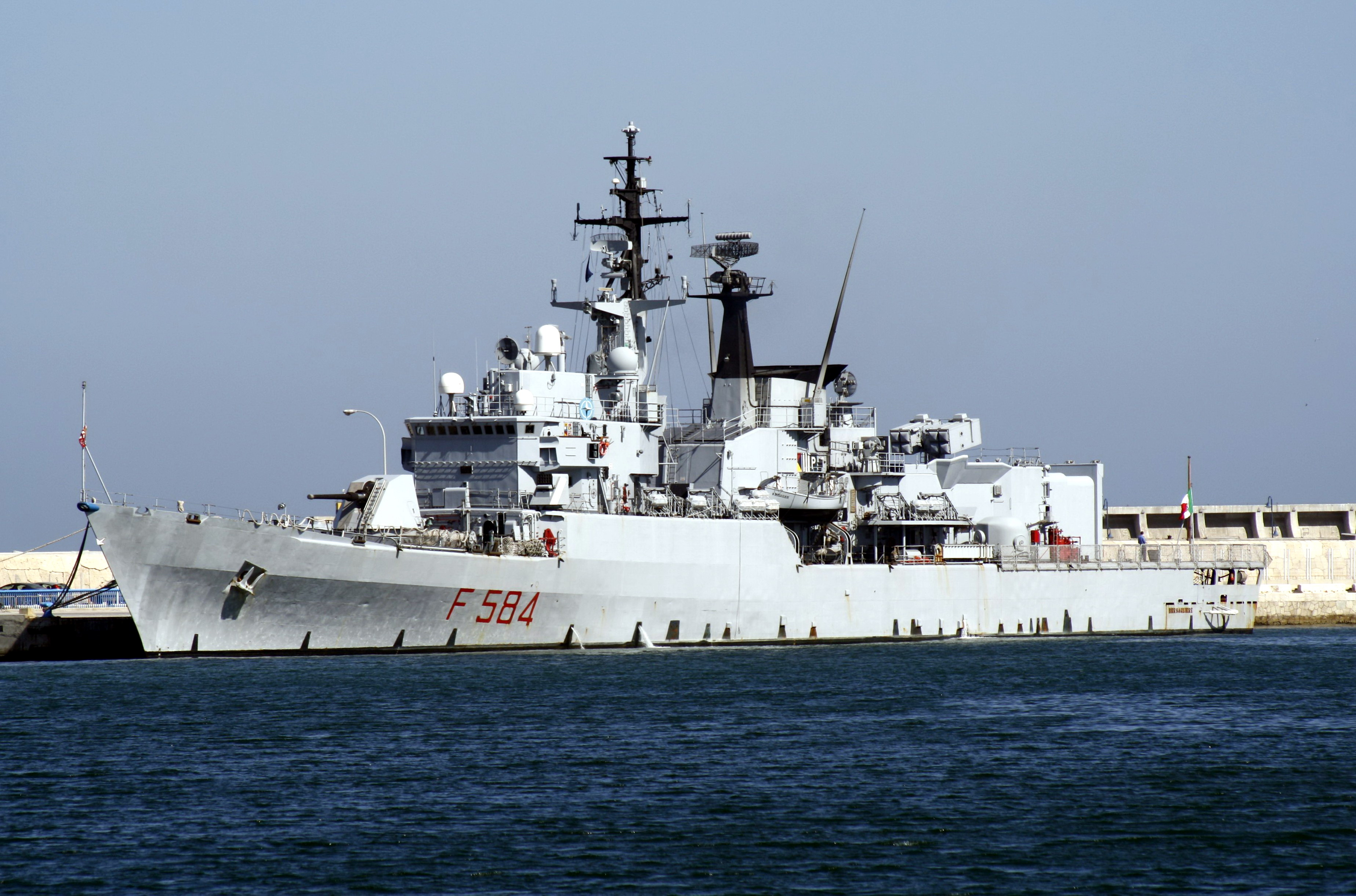
Pattugliatore di squadra Bersagliere della classe Soldati

Successivamente la Marina Militare prese parte insieme all'Esercito e all'Aeronautica con l'invio del Battaglione San Marco alla missione Ibis svolta tra il maggio 1993 e il marzo 1994 nell'ambito della missione delle Nazioni Unite UNOSOM II, che a sua volta era parte dell'operazione Restore Hope il cui compito era quella di fornire, facilitare e proteggere gli aiuti umanitari in Somalia e il monitoraggio del cessate il fuoco ottenuto con la mediazione ONU nel conflitto civile somalo nei primi anni novanta.

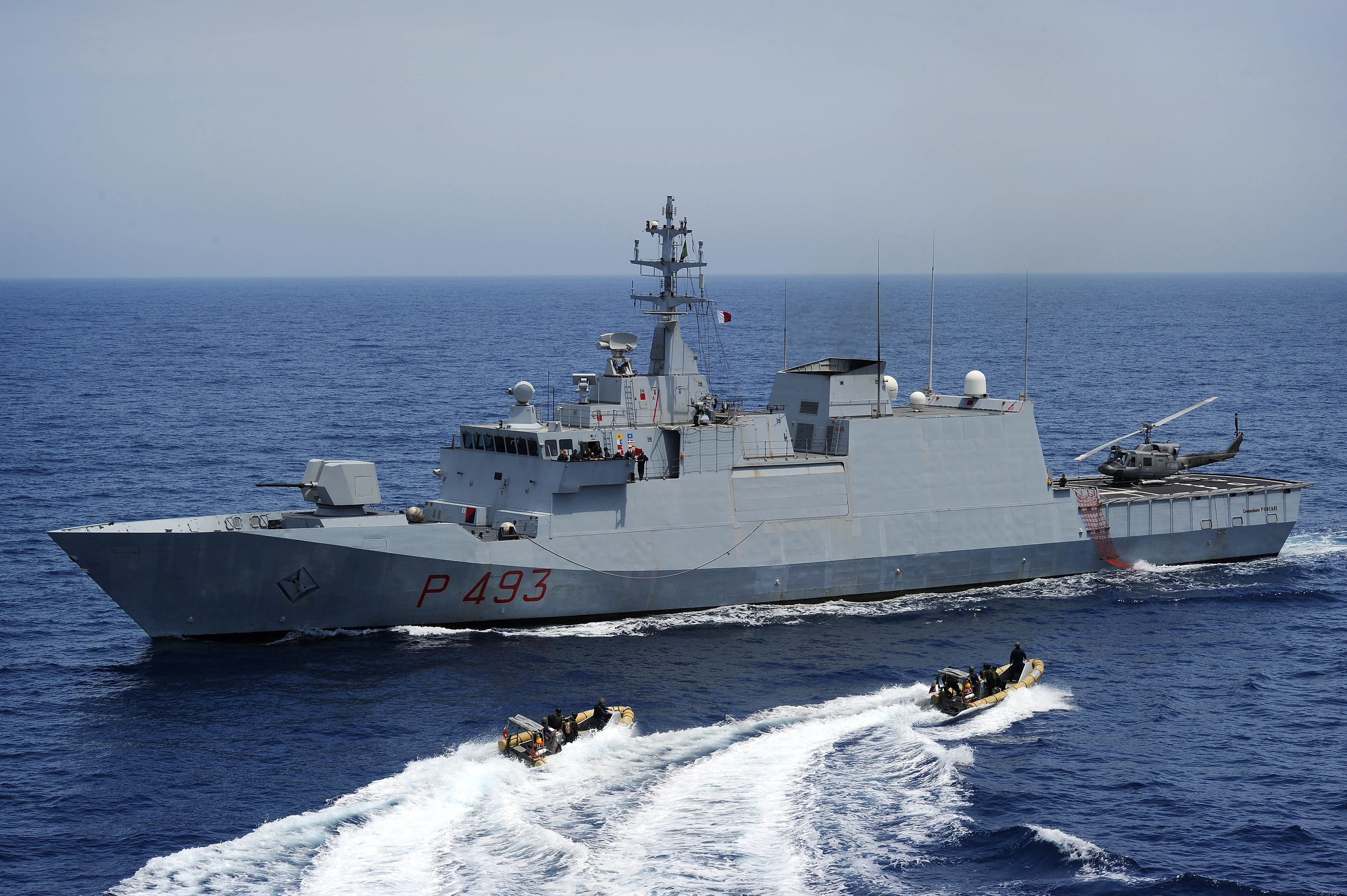
Pattugliatore di squadra Comandante Foscari

Altro fronte in cui le unità della Marina Militare sono state impegnate è quello della lotta all'immigrazione clandestina in Adriatico e nel canale di Sicilia. In questo ambito e in seguito alla crisi scoppiata in Albania, nel 1997 si svolse l'operazione Alba che vide la partecipazione in varia misura di undici nazioni, con lo sbarco di truppe e mezzi oltre che di aiuti umanitari alla popolazione albanese. Questa fu la prima missione internazionale a guida italiana e la Marina vi partecipò con le proprie unità e con unità della Guardia Costiera per la parte marittima e contribuendo con il Battaglione San Marco alle operazioni terrestri. Al termine della missione, svoltasi dal 3 marzo al 12 agosto 1997, la bandiera della Marina Militare venne ancora una volta decorata con la croce di cavaliere dell'Ordine militare d'Italia.
Il Battaglione San Marco è stato presente anche in Kosovo e in Eritrea come deterrente durante la guerra con l'Etiopia, mentre nel 1999 un gruppo di incursori del COMSUBIN trasportato dalla nave San Giusto è stato inviato nella zona della crisi di Timor Est.
Per quanto riguarda le unità in servizio l'inizio del decennio vide l'entrata in scena della 2ª serie della classe Minerva e della 2ª serie della classe Cassiopea e l'uscita di scena dei Doria e dei due Impavido. Nel 1993 entrarono in servizio i due cacciatorpediniere De la Penne; nel 1991 veniva avviata la costruzione di una terza unità anfibia, il San Giusto, entrato in servizio nell'aprile del 1994. Nel 1995 iniziò la costruzione del terzo rifornitore di squadra, battezzato Etna ed entrato in servizio nel 1998, mentre tra il 1994 e il 1996 sono entrate in servizio quattro unità della classe Soldati.
Per quanto riguarda i sommergibili, la Marina procedette alla realizzazione di una 4ª serie della classe Nazario Sauro.

### Gli anni 2000
In seguito allo scoppio della guerra in Afghanistan nel 2001, principale base dell'organizzazione terroristica al-Qaida, che ha portato all'abbattimento del regime dei talebani, l'Italia è presente in Afghanistan nell'ambito dell'ISAF, la forza internazionale per il mantenimento della pace con base a Kabul, con reparti dell'Esercito e per la Marina Militare del Battaglione San Marco. Nel corso del 2005 l'Italia si è trovata al comando di quattro missioni multinazionali: in Afghanistan, in Bosnia ed Erzegovina, in Kosovo e in Albania.

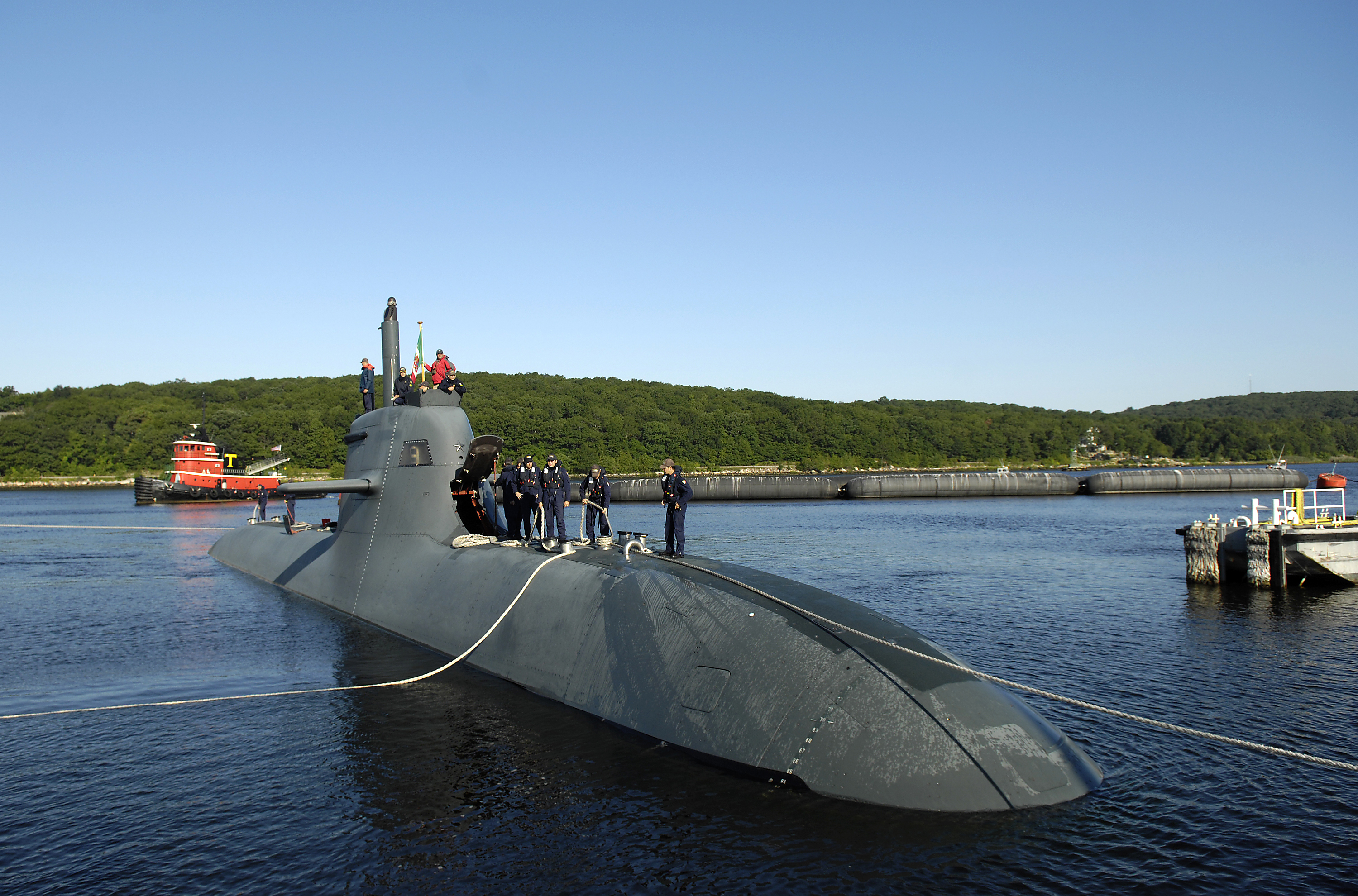
Sottomarino Salvatore Todaro.

La Marina dispone di una flotta d'alto mare. Ha partecipato ampiamente alla lotta al terrorismo prendendo parte, oltre che con il battaglione San Marco, con le sue unità navali alle operazioni Active Endeavour nel Mediterraneo, Antica Babilonia nel Golfo Persico, Enduring Freedom nel Golfo Persico e nell'oceano Indiano e partecipando alla lotta alla pirateria e in difesa dei traffici marittimi e della libertà di navigazione nella zona del corno d'Africa e del Golfo di Aden contro le incursioni dei pirati somali, fornendo anche i nuclei militari di protezione da imbarcare nelle navi civili italiane per garantirne la sicurezza. Tutte le principali unità della Marina Militare hanno preso parte a queste missioni, svolte sotto l'egida della UE come l'operazione Atalanta o come l'operazione Ocean Shield della NATO, e tuttora vengono dispiegate unità navali a questo scopo.

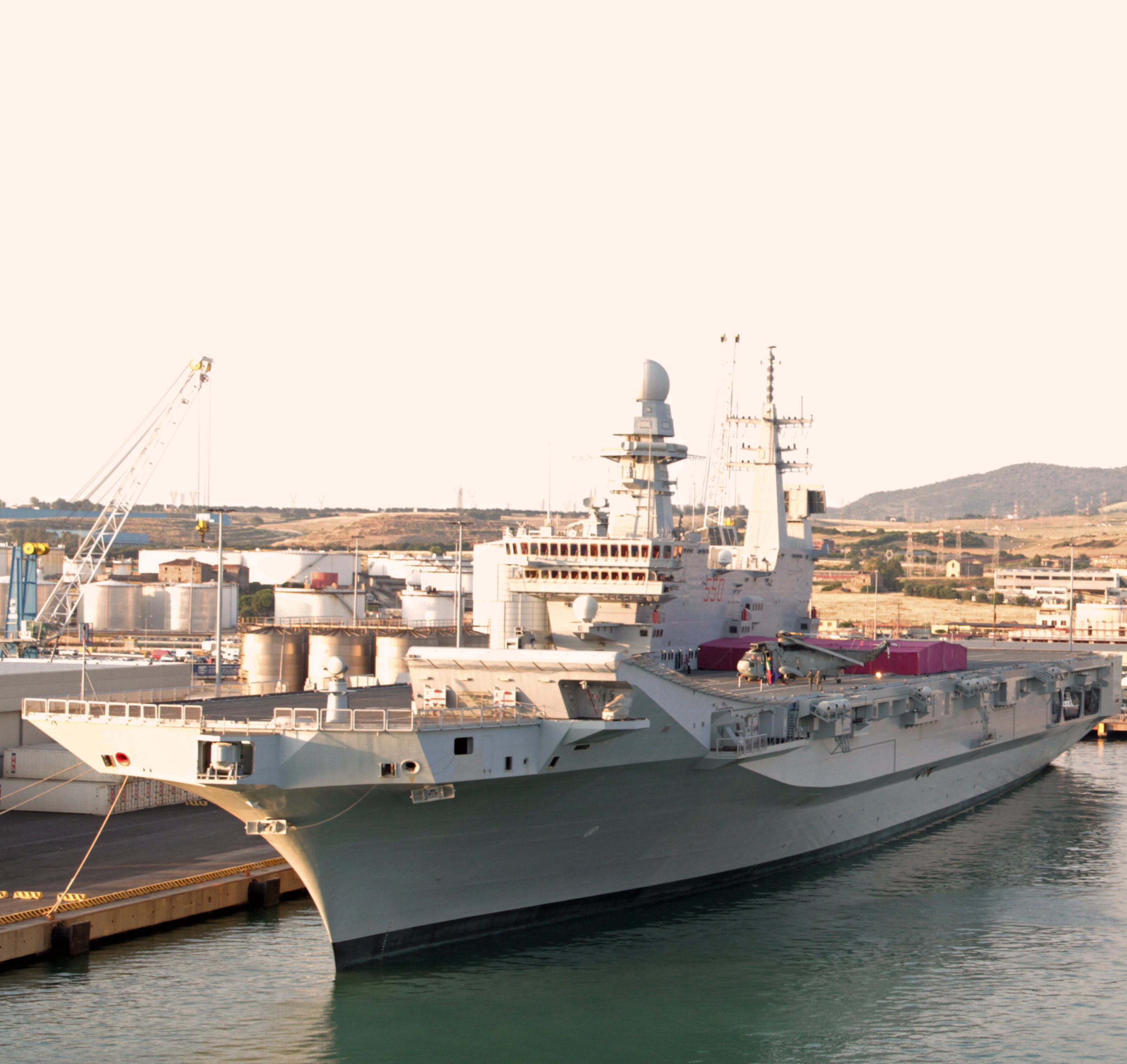
La portaerei Cavour.

Nell'estate 2006 la Marina Militare è stata una delle prime marine militari a intervenire nella crisi del Libano. Il cacciatorpediniere Luigi Durand de la Penne, in esercitazione in Grecia, è stata tra le prime unità neutrali a entrare nel porto di Beirut per l'evacuazione dei connazionali e altri europei verso l'isola di Cipro con due viaggi. A settembre, sotto l'egida dell'ONU all'interno della missione UNIFIL 2, le navi Garibaldi, San Giusto, San Marco e San Giorgio, in pratica l'intera flotta tuttoponte, scortate dalla corvetta Fenice, hanno sbarcato sulla spiaggia di Tiro la forza d'ingresso, cioè le truppe anfibie della nuova "Forza di Proiezione dal Mare" (FPM) composte dal Battaglione San Marco e dai Lagunari dell'Esercito.

### Rinnovamento della flotta
Nuove sono le navi della classe Orizzonte denominate Andrea Doria e Caio Duilio, varate a Riva Trigoso rispettivamente il 14 ottobre 2005 e 23 ottobre 2007. La prima unità è stata consegnata il 22 dicembre 2007 e dopo le prove in mare è pienamente operativa da giugno 2008, mentre la seconda unità è stata consegnata il 3 aprile 2009 diventando pienamente operativa nel 2010. Con l'ingresso nella flotta di queste due unità è andato in disarmo Il Vittorio Veneto nel 2006.
Il 10 giugno 2009 è entrata in servizio la nuova portaerei Cavour, che si affianca alla portaeromobili Garibaldi. L'Aviazione navale ha ordinato 15 caccia F-35B in versione STOVL (Short Take Off and Vertical Landing) da impiegare su queste due unità.
Per quanto riguarda l'ammodernamento della flotta il progetto più importante è quello sviluppato in cooperazione con la Francia con il programma per le fregate multiruolo "FREMM"; nel 2012 è stata consegnata la prima fregata in versione "General Purpose" Carlo Bergamini, alla quale sono seguite quattro in versione antisommergibile nel 2013-14-15 e 16 e una ancora in versione "General Purpose" nel 2017. Altre quattro FREMM sono in costruzione presso i cantieri navali di Riva Trigoso.
Per quel che concerne l'arma subacquea, due nuovi sommergibili della classe U-212 sono stati consegnati nel 2016 e 2017. I sottomarini Enrico Toti e Dandolo usciti dalla flotta sono invece diventati due sommergibili-museo.

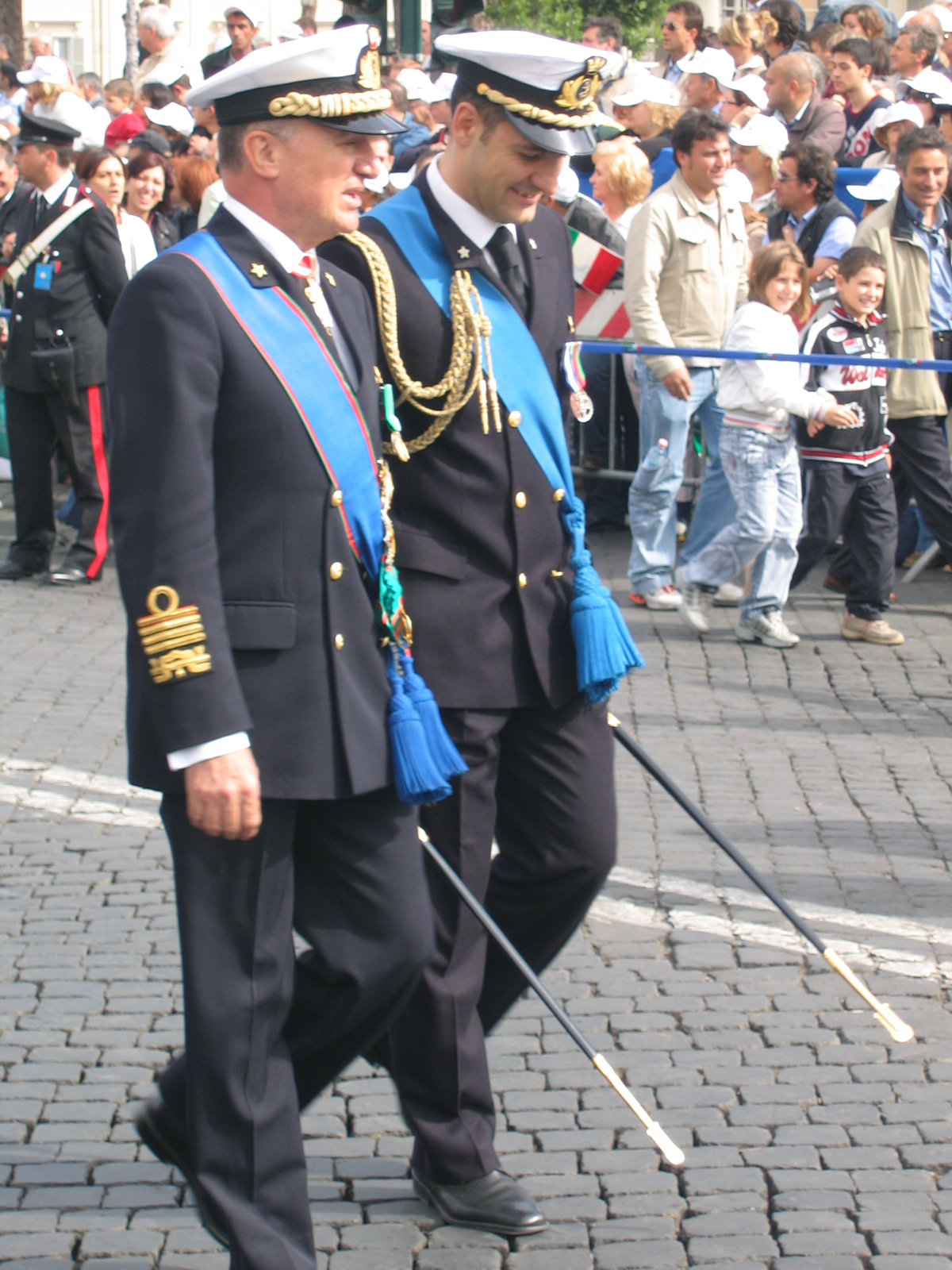
Il capo di stato maggiore della Marina Militare dal 2006 al 2010 ammiraglio di squadra Paolo La Rosa (sulla sinistra)

Nel 2016 sono iniziati i lavori di costruzione della LSS nave da supporto logistico Vulcano mentre nel 2017 quelli della LHD Trieste nave tutto ponte da sbarco anfibio che andrà a sostituire il Garibaldi.
Il 15 febbraio 2017 è avvenuto presso il cantiere navale di Muggiano il taglio della prima lamiera della prima di 7 (+3 in opzione) nuove unità denominate "Pattugliatori Polivalenti d'Altura" (PPA), navi di 143 metri di lunghezza, 16,5 di larghezza e 6.200 t di dislocamento.
Al processo di ammodernamento si è comunque affiancata una revisione dello strumento militare per far fronte alla carenza di fondi dovuta alla crisi economica iniziata nel 2008: è previsto uno snellimento dello stato maggiore trasferendo tutti i compiti operativi al comando della squadra navale (CINCNAV), l'addestramento di tutto il personale è centralizzato in Ancona nel Comando scuole (MARICOMSCUOLE), mentre tutto ciò che concerne la logistica spetterà al Comando logistico di Napoli, già Ispettorato per il supporto logistico e dei fari, NAVISPELOG, a cui andrà anche la cura dei fari e del segnalamento marittimo; entro il 2018 inoltre la Marina Militare prevede di avere ventidue unità navali in meno.
Nel 2022 viene dato inizio al progetto Basi blu, che prevede la modernizzazione e l'adeguamento agli standard NATO delle infrastrutture marittime in capo alla Marina Militare, secondo i nuovi standard operativi della NATO (Bi-SC Directive 85-8), in un programma gestito dagli uffici del Genio della Difesa (GENIDIFE). In alcuni casi, come alla Spezia, il progetto ha sollevato alcune polemiche, in particolare relativamente allo stato delle aree militari della Marina ed all'impatto che il progetto avrebbe nei confronti del Golfo dei poeti.

## Funzione e compiti
La Marina Militare rappresenta la componente operativa marittima della difesa militare dello Stato italiano. Oltre a svolgere i compiti caratteristici delle forze armate italiane (difesa dello Stato, realizzazione della pace e della sicurezza, salvaguardia delle libere istituzioni, ecc.), la Marina Militare ha competenza su: 
- le vie di comunicazione marittime al di là del limite del mare territoriale e polizia dell'alto mare;
- il contrasto alla pirateria;
- il concorso al contrasto al traffico di sostanze stupefacenti;
- il concorso ai fini di prevenzione e di contrasto del traffico dei migranti via mare;
- il rifornimento idrico delle isole minori;
- l'integrazione del dispositivo di vigilanza e di soccorso in mare;
- la prevenzione dell'inquinamento delle acque marine;
- le attività di protezione civile in occasione di calamità naturali ed emergenza sanitaria;
- le collaborazioni con enti e istituti in tema di tutela dell'ambiente marino, innovazione tecnologica delle energie rinnovabili e progettazione navale dual use.

## Struttura e organizzazione

### Organizzazione centrale
La Marina Militare dipende, gerarchicamente, come le altre forze armate, dal presidente della Repubblica Italiana, che è, sulla base della Costituzione, comandante in capo delle forze armate, e, operativamente, dal Ministero della difesa, attraverso lo stato maggiore della difesa. La marina possiede poi un proprio autonomo stato maggiore con relativo capo di stato maggiore, dal quale dipendono la Squadra navale, il Raggruppamento subacquei e incursori "Teseo Tesei", il Comando logistico, il Comando scuole e l'Istituto idrografico della Marina. Inoltre, anche il Corpo delle capitanerie di porto - Guardia costiera dipende dalla Marina Militare. Di seguito ne viene riportato l'organigramma, limitato alle sole aree di vertice, così come riportato nel sito della Marina Militare.
| Capo di stato maggiore della Marina Militare | Stato maggiore della Marina Militare                | Stato maggiore della Marina Militare              | Stato maggiore della Marina Militare | Stato maggiore della Marina Militare | Stato maggiore della Marina Militare | Stato maggiore della Marina Militare |
| Capo di stato maggiore della Marina Militare | Corpo delle capitanerie di porto - Guardia costiera |                                                   |                                      |                                      |                                      |                                      |
| Capo di stato maggiore della Marina Militare | Raggruppamento subacquei e incursori "Teseo Tesei"  |                                                   |                                      |                                      |                                      |                                      |
| Capo di stato maggiore della Marina Militare | Comando in capo della squadra navale                |                                                   |                                      |                                      |                                      |                                      |
| Capo di stato maggiore della Marina Militare | Comando logistico della Marina Militare             | Comando Interregionale marittimo Nord (La Spezia) |                                      |                                      |                                      |                                      |
| Capo di stato maggiore della Marina Militare | Comando logistico della Marina Militare             | Comando Interregionale marittimo Sud (Taranto)    |                                      |                                      |                                      |                                      |
| Capo di stato maggiore della Marina Militare | Comando logistico della Marina Militare             | Comando Interregionale marittimo Capitale (Roma)  |                                      |                                      |                                      |                                      |
| Capo di stato maggiore della Marina Militare | Comando logistico della Marina Militare             | Comando marittimo Sicilia (Augusta)               |                                      |                                      |                                      |                                      |
| Capo di stato maggiore della Marina Militare | Comando logistico della Marina Militare             | Comando Marittimo Autonomo Ovest (Cagliari)       |                                      |                                      |                                      |                                      |
| Capo di stato maggiore della Marina Militare | Comando scuole della Marina Militare                |                                                   |                                      |                                      |                                      |                                      |
| Istituto idrografico della Marina            |                                                     |                                                   |                                      |                                      |                                      |                                      |

### Organizzazione territoriale periferica
Hanno giurisdizione sul litorale dello Stato, per i servizi della Marina militare, i seguenti Comandi Logistici che hanno preso il posto dei precedenti dipartimenti marittimi:
- Comando logistico della Marina Militare Area Nord;
- Comando logistico della Marina Militare Area Sud;
- Comando logistico della Marina Militare Area Sicilia;
- Comando logistico della Marina Militare Area Capitale.

### I Corpi
La Marina Militare è divisa in sei Corpi (sette fino al 2017, quando il Corpo delle armi navali è stato accorpato a quello del genio) elencati per ordine gerarchico:
- Corpo di stato maggiore (SM);
- Corpo del genio della Marina (GM) che comprende:
  - Specialità genio navale (GM/GN);
  - Specialità armi navali (GM/AN);
  - Specialità infrastrutture (GM/INFR);
- Corpo sanitario militare marittimo (SAN);
- Corpo di commissariato militare marittimo (CM);
- Corpo delle capitanerie di porto - Guardia costiera (CP);
- Corpo degli equipaggi militari marittimi (CEMM)

### Il "Servizio Fari"
Il "Servizio dei fari e del segnalamento marittimo" secondo la sua denominazione completa, indica la gestione dei fari disposti lungo le coste italiane. Opera al servizio dei naviganti civili e militari, in dipendenza dalla Marina Militare dal 1910, anno in cui la competenza passò all'allora Regia Marina dal Ministero dei trasporti. Il servizio è gestito con personale civile e militare, ed è diviso in cinque zone, La Spezia, Venezia, Taranto (con sezione distaccata a Napoli), La Maddalena e Messina, con un ulteriore ufficio tecnico dei fari a La Spezia e un ispettorato per il supporto logistico e dei fari a Roma, da cui dipendono tutti i comandi di zona (a loro volta dipendenti anche dai vari comandi e dipartimenti militari marittimi) e il già citato ufficio tecnico. Il Servizio dispone di 157 fari e 667 fanali (comprese mede e boe). Una nave di rilevanza storica fu la Rampino, che servì sotto tre marine militari e venne dismessa nel 1976.

## Personale

### Selezione, reclutamento e formazione
Dopo la sospensione del servizio militare di leva in Italia, disposta ai sensi della legge 23 agosto 2004, n. 226 l'arruolamento nel corpo - in tempo di pace - è previsto solo in modo volontario; è richiesta altresì un'età compresa tra i 17 e i 38 anni.
Tuttavia, in base alle esigenze di bilancio imposte dalla riforma del servizio di leva, alla revisione della spesa pubblica e a seguito delle disposizioni contenute dalla legge 244 del 2012 (più comunemente conosciuta come “legge Di Paola” per la revisione dello strumento militare) sono state imposte delle riduzioni del personale della Marina Militare che, dai 30 000 si stima diminuirà a 26 800 unità entro il 1 gennaio del 2033.
La forza armata dispone, per la selezione, il reclutamento e la formazione del personale, dei seguenti centri dedicati,
 che sono alle dipendenze dell'Ispettorato scuole della Marina Militare (MARICOMSCUOLE).
- Centro Addestramento Aeronavale della Marina Militare (MARICENTADD), ubicato a Taranto, per l'addestramento individuale avanzato specialistico di tutti gli ufficiali, i sottufficiali, i graduati e la truppa delle componenti navali e aeree della Marina Militare, nonché l'addestramento collettivo a favore degli equipaggi delle unità navali e degli aeromobili.
- Centro selezione addestramento e formazione del personale volontario della Marina Militare sito in Taranto, che provvede alla selezione e all'addestramento del personale di truppa VFP1.[83]
- Centro selezione della Marina Militare di Ancona,[84] per arruolamento ufficiali e concorsi per sottufficiali, marescialli e sergenti, concorsi per truppa in servizio permanente e per ferma prefissata VFP4 e concorsi per la Scuola navale Morosini.[85]
- Istituto di Studi Militari Marittimi, di Venezia, per la formazione e l'aggiornamento degli ufficiali comandanti.[86]
- Accademia navale di Livorno, per la formazione universitaria dei quadri ufficiali.[87]
- Scuola sottufficiali della Marina Militare che ha sedi presso Taranto (Mariscuola Taranto), e La Maddalena (Mariscuola La Maddalena), volte alla formazione dei quadri sottufficiali.[88][89]
- Scuola navale militare "Francesco Morosini", in Venezia, per la istruzione secondaria di stampo militare.[90]
- Scuola sommergibili della Marina Militare, di Taranto per la selezione e la formazione dei sommergibilisti.[91]
- Centro interforze "Scuola telecomunicazioni delle forze armate" a Chiavari, per quel che riguarda l'informatica e le telecomunicazioni.[92]
- Brigata Marina San Marco di Brindisi, che svolge le funzioni di proiezione di forza dal mare, di supporto alle navi nelle operazioni di interdizione marittima e antipirateria, e di difesa delle installazioni nazionali[93].
- Centro sportivo Remiero di Sabaudia il cui scopo è allenare gli atleti della Marina nelle discipline sportive del pentathlon navale, del canottaggio, della canoa e del kayak,[94][95] da cui dipendono le navi scuola Corsaro II, Stella Polare, Orsa Maggiore, Capricia e Caroly.

### Gradi e qualifiche
Come per le altre forze armate il personale è diviso in ufficiali, sottufficiali, graduati e truppa. Sulla divisa invernale ordinaria, sulla grande uniforme invernale, sulla uniforme di sera invernale e sul cappotto, sia maschili che femminili, gli ufficiali indossano il distintivo di grado sul paramano, i sottufficiali marescialli sulla controspallina, mentre gli altri gradi indossano il distintivo sulla manica tra gomito e spalla. Sull'uniforme di servizio estiva bianca e sull'uniforme da lavoro di mezza stagione il distintivo di grado è indossato sulla controspallina. Sottufficiali e truppa mostrano, assieme al distintivo di grado, anche un distintivo di categoria.

### Categorie e specialità
Le categorie e le specialità e delle abilitazioni sono ripartite come segue:
*ES = AD ESAURIMENTO
|  | - Telecomunicatori (SSC/TLC) *ES - Compensatori bussole magnetiche (SSC/TLC/CBM) - Guerra elettronica (SSC/TLC/GE) - Operatori di volo (SSC/TLC/OV) - Servizio idro-oceanografico (SSC/TLC/IDR) - Radaristi (SSC/RD) - Operatori di volo (SSC/RD/OV) |
|  | Ecogoniometristi (SSC/ECG) - Operatori di volo (SSC/ECG/OV) - Servizio idro-oceanografico (SSC/ECG/IDR) |
|  | - Segnalatori (SSC/S) |
|  | - Radiotelegrafisti (SSC/RT) |
|  | - Ricercatori elettronici (SSC/REL) - Informazioni (SSC/REL/I) |

|  | - Meccanici di artiglieria (TSC/MA) *ES - Tecnici di aeromobili (TSC/MA/TAER) - Montatori (TSC/MA/MO) - Montatori (TSC/MO) - Artificieri (TSC/CAF) *ES - Meccanici di armi subacquee (TSC/MAS) *ES |
|  | - Meccanici di siluri (TSC/SI) *ES - Montatori (TSC/SI/MO) - Antisom (TSC/SI/SA) - Servizio mine e dragaggio (TSC/MD) *ES - Meccanici di siluri e armi (TSC/MSA) - Tecnici di aeromobili (TSC/TAER) |
|  | - Tecnici elettronici (TSC/ETE) - Conduttori girobussole (TSC/ETE/CB) - Montatori girobussole (TSC/ETE/MG) - Specialisti di sistemi per la ricerca elettronica (TSC/ETE/REL) - Specialisti di sistemi sonar (TSC/ETE/SNR) - Specialisti di sistemi radar (TSC/ETE/RDR) - Specialisti di sistemi di tiro (TSC/ETE/DT) - Specialisti di sistemi di telecomunicazione (TSC/ETE/TLC) - Tecnici di aeromobili (TSC/ETE/TAER) - Sistema elaborazione automatica dati (TSC/ETE/ADP) |
|  | - Operatori elaborazione automatica dati (TSC/EAD) - Programmatori (TSC/EAD/PR) - Analisti (TSC/EAD/ANL) |

|  | - Tecnici di macchine (SSP/TM) - Servizio antincendio (SSP/TM/SA) - Specialisti di aeromobili (SSP/TM/SAER) - Elettronici (SSP/TM/ELT) - Conduttori automezzi (SSP/CNA) *ES - Meccanici (SSP/MC) *ES - Motoristi navali (SSP/MN) *ES |
|  | - Elettricisti (SSP/E) - Conduttori girobussole (SSP/E/CB) - Elettromeccanici (TSC/EM) *ES |

|  | - Furieri segretari (SSAL/FR) - Furieri contabili (SSAL/FRC) - Furieri logistici (SSAL/FRL) - Gestione scorte (SSAL/FRL/GS) - Maestri di cucina e mensa (SSAL/MCM) - Specialisti di sala (SSAL/MCM/SSL) - Specialisti di cucina (SSAL/MCM/CU) |
|  | - Musicanti (SSAL/MU) |
|  | - Marinai (SSAL/M) - Servizi vari (SSAL/M/SV) - Barbieri (SSAL/M/BR) (solo VFP1) |

|  | - senza specialità - Costiero (IN/C) - Comando, supporto e logistica (IN/CSL) |

|  | - senza specialità - Ricognizione (FCM/RECON) - Osservatori fuoco di supporto (FCM/OFS) - Armi e fuoco di supporto (FCM/AFS) - Missilisti (FCM/MSL) - Pionieri (FCM/PNR) - Sommozzatori demolitori ostacoli (FCM/SDO) - Conduttori mezzi tattici (FCM/CMT) - Comando, supporto e logistica (FCM/CSL) |

|  | - senza specialità - Immersioni profonde (PA/IP) - Apparecchiature presso resistenti (PA/AP) - Sommozzatori disattivatori mine (PA/EODN) - Tecnico iperbarico (PA/TI) - Comando, supporto e logistica (PA/CSL) |

|  | - Infermieri (SS/I) - Tecnico di chirurgia e sala operatoria (SS/I/CH) - Tecnico di centro trasfusionale (SS/I/CT) - Tecnico di laboratorio di analisi (SS/I/LA) - Tecnico iperbarico (SS/I/TI) - Tecnico di anestesia e rianimazione (SS/I/ANT) - Tecnico di decontaminazione NBC (SS/I/DD) - Tecnico farmacia (SS/I/FM) - Medicina legale (SS/I/ML) - Capo sala (SS/I/CS) - Tecnico sanitario di laboratorio biomedico (SS/TLB) - Tecnico di decontaminazione NBC (SS/TLB/DD) - Tecnico di centro trasfusionale (SS/TLB/CT) - Tecnico farmacia (SS/TLB/FM) - Tecnico sanitario di radiologia medica (SS/TRM) - Tecnico di decontaminazione BNC (SS/TRM/DD) - Fisioterapista (SS/FKT) - Tecnico di neurofisiopatologia (SS/NFP) - Ortottista - Assistente di oftalmologia (SS/OFT) - Audiometrista (SS/AMT) - Odontotecnico (SS/ODT) - Infermieri non laureati (SS/INL) - Psicologi - Servizio ausiliario (SS/SA) - Operatore tecnico sanitario (SS/SA/OTS) - Operatore logistico ospedaliero (SS/SA/OLO) |

|  | - senza specialità - Compensatori bussole magnetiche (N/CBM) |

|  | - senza specialità - Operatori di volo (NP/OV) - Tecnici di aeromobili (NP/TAER) - Condotta battelli pneumatici (NP/PN) - Vessel traffic service (NP/VTS) - Motoristi (NP/MS) - Servizio antincendio (NP/MS/SA) - Specialisti aeronautici (NP/MS/SEAR) - Radaristi (NP/RD) - Radiotelefonisti (NP/RF) - Elaboratori dati (NP/OE) - Operatori (NP/OP) - Vessel traffic service (NP/OP/VTS) - Elettricisti (NP/E) - Tecnici elettronici (NP/ETE) - Tecnici di aeromobili (NP/ETE/TAER) - Montatori (NP/MO) - Tecnici di aeromobili (NP/MO/TAER) - Tecnici (NP/TC) - Tecnici di aeromobili (NP/TC/TAER) - Vessel traffic service (NP/TC/VTS) - Elettromeccanici (NP/EM) - Furieri segretari (NP/FR) - Furieri contabili (NP/FRC) - Maestri di mensa e cucina (NP/MCM) - Conduttori automezzi (NP/CNA) - Servizio difesa installazioni (NP/SDI) - Meccanici d'armi (NP/MA) |

Abilitazioni comuni a più categorie o specialità
- Anfibi (ANF)
- Paracadutisti (PAR)
- Sommozzatori (SMZ)
- Inquadratori (INQ)
- Servizio NBC (NBC)
- Operatori del servizio sicurezza abilitati al lavoro in carena (OSSALC)
- Montatori specialisti di elicottero (ELM)
- Fotografi navali (FN)
- Idrografi (IDR)
- Interpreti fotografia aerea (IFA)
- Gestione materiale (GM)
- Istruttore marinaresco educatore fisico (ISMEF)
- Servizio d'ordine (SO)
- Servizio difesa installazioni (SDI)
- Assistenti tecnici del genio (ATG)
- Conduttori automezzi (CNA)
- Servizio rappresentanza (SR)
- Sommergibilisti (SMG)
- Neutralizzatore materiale esplosivo (EOD)

## Ripartizione delle forze operative
Tutte le unità navali e le forze operative tranne le forze speciali dipendono dal Comando in capo della squadra navale (CINCNAV), a sua volta sottoposto al capo di stato maggiore della Marina Militare.

### La flotta

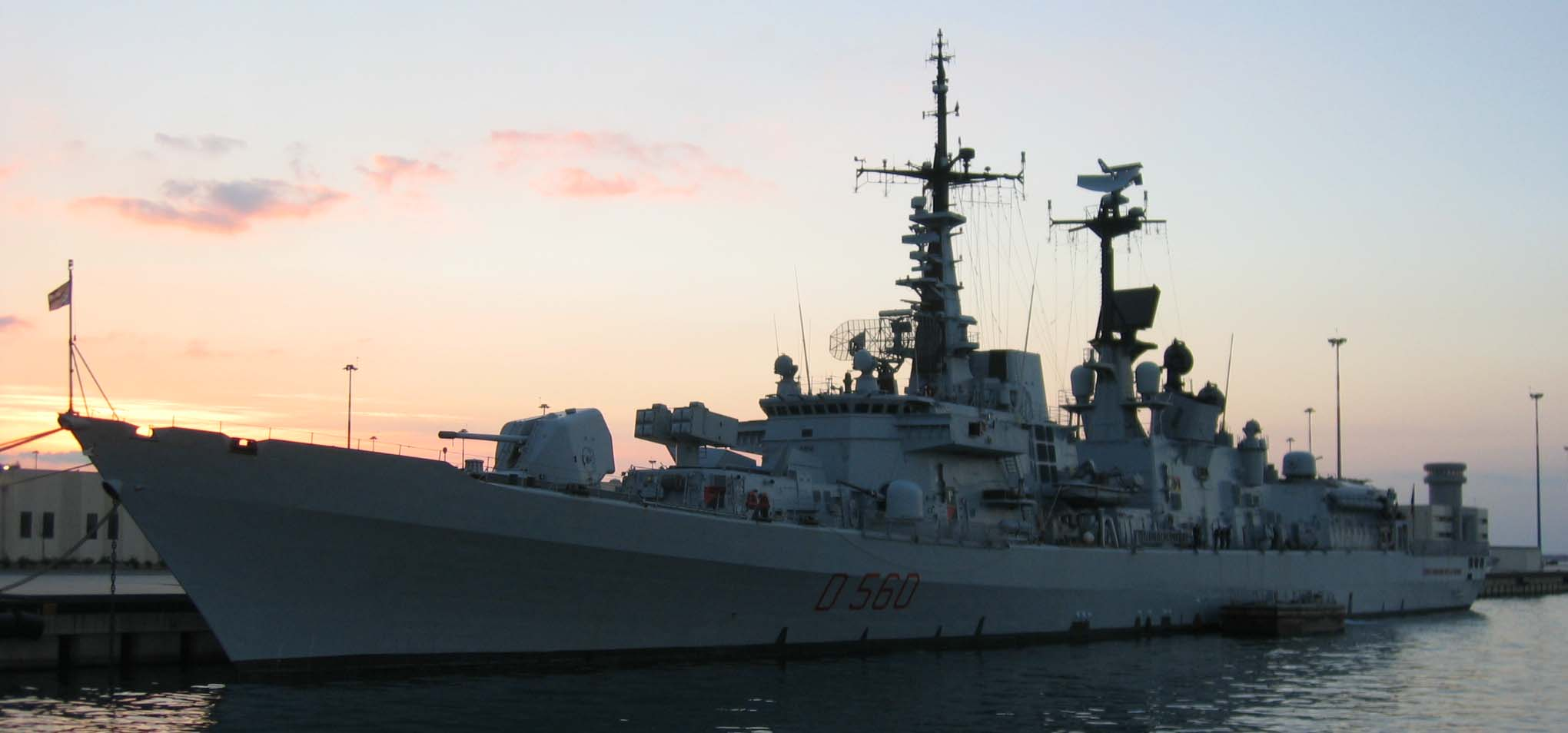
Il cacciatorpediniere Luigi Durand de la Penne

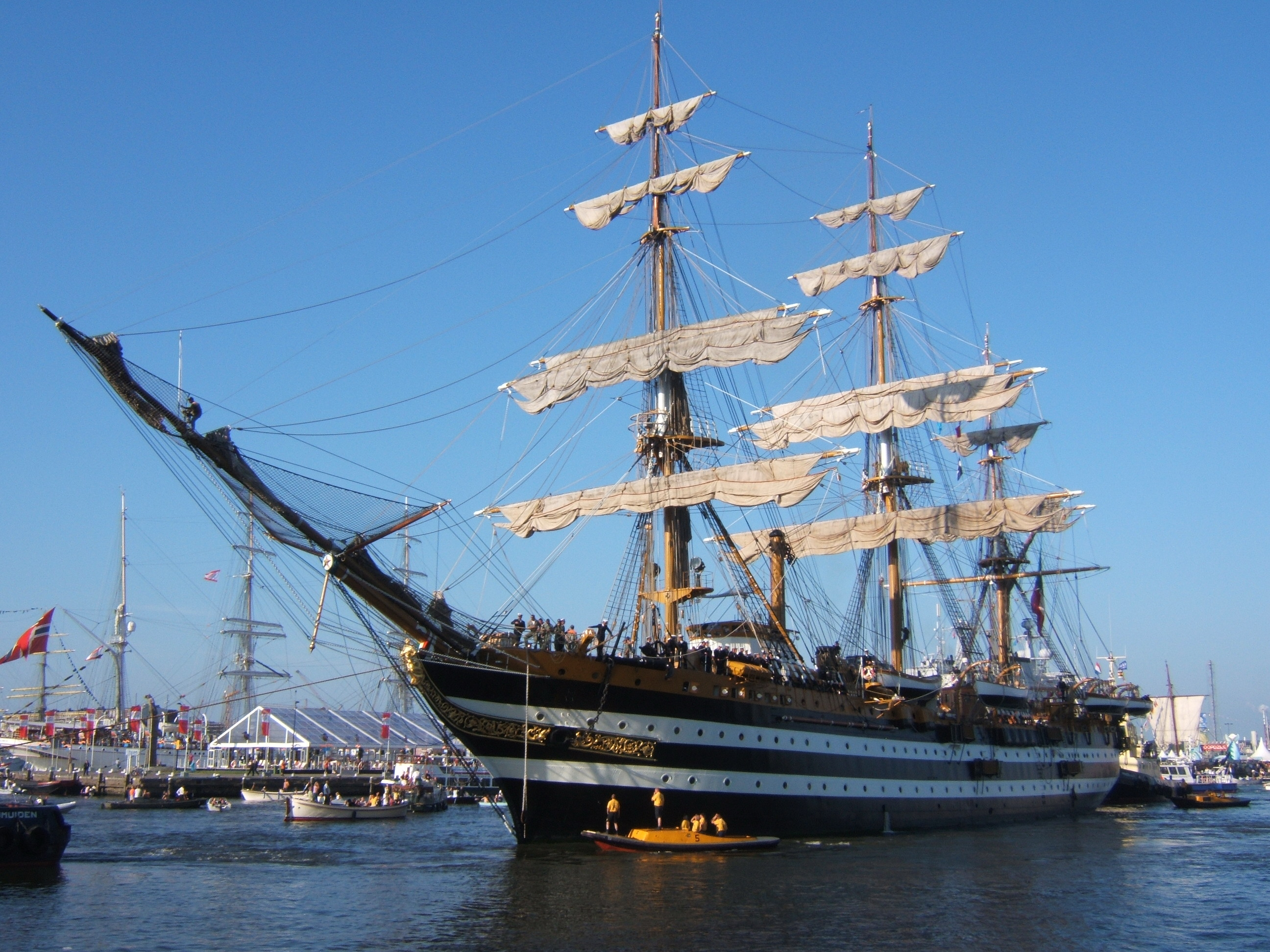
Nave scuola Amerigo Vespucci

Attualmente la flotta della Marina Militare in attività si compone di:
- 1 portaerei STOVL (Cavour)[97]; 1 STOVL Giuseppe Garibaldi (Radiata dal 1º ottobre 2024)
- 1 LHD nave Trieste
- 3 navi da guerra anfibia;
- 8 sottomarini (4 Classe Sauro e 4 Classe Todaro[98][99]);
- 3 cacciatorpediniere antiaerei (1 Classe Durand de la Penne (radiato da 1 ottobre 2024) e 2 Classe Doria);
- 14 fregate (10 classe Bergamini e 4 classe Thaon di Revel);
- 9 pattugliatori (4 classe Comandanti, 2 Classe Sirio e 3 classe Cassiopea);
- 4 pattugliatori costieri Classe Esploratore;
- 10 cacciamine.

Il resto della flotta comprende 2 Nave comando e supporto logistico, 2 navi rifornimento di squadra,  1 unità supporto polivalente Elettra (A 5340), 8 navi scuola, 5 unità appoggio COMSUBIN, 3 navi da trasporto acqua, 4 navi da trasporto gasolio, 2 navi per esperimenti e test di nuove attrezzature, 2 navi idrografiche e oceanografiche, 3 navi idrografiche costiere, 5 navi servizio fari, 6 navi da trasporto costiero, 41 rimorchiatori portuali, costieri e d'altura.

### Gli arsenali

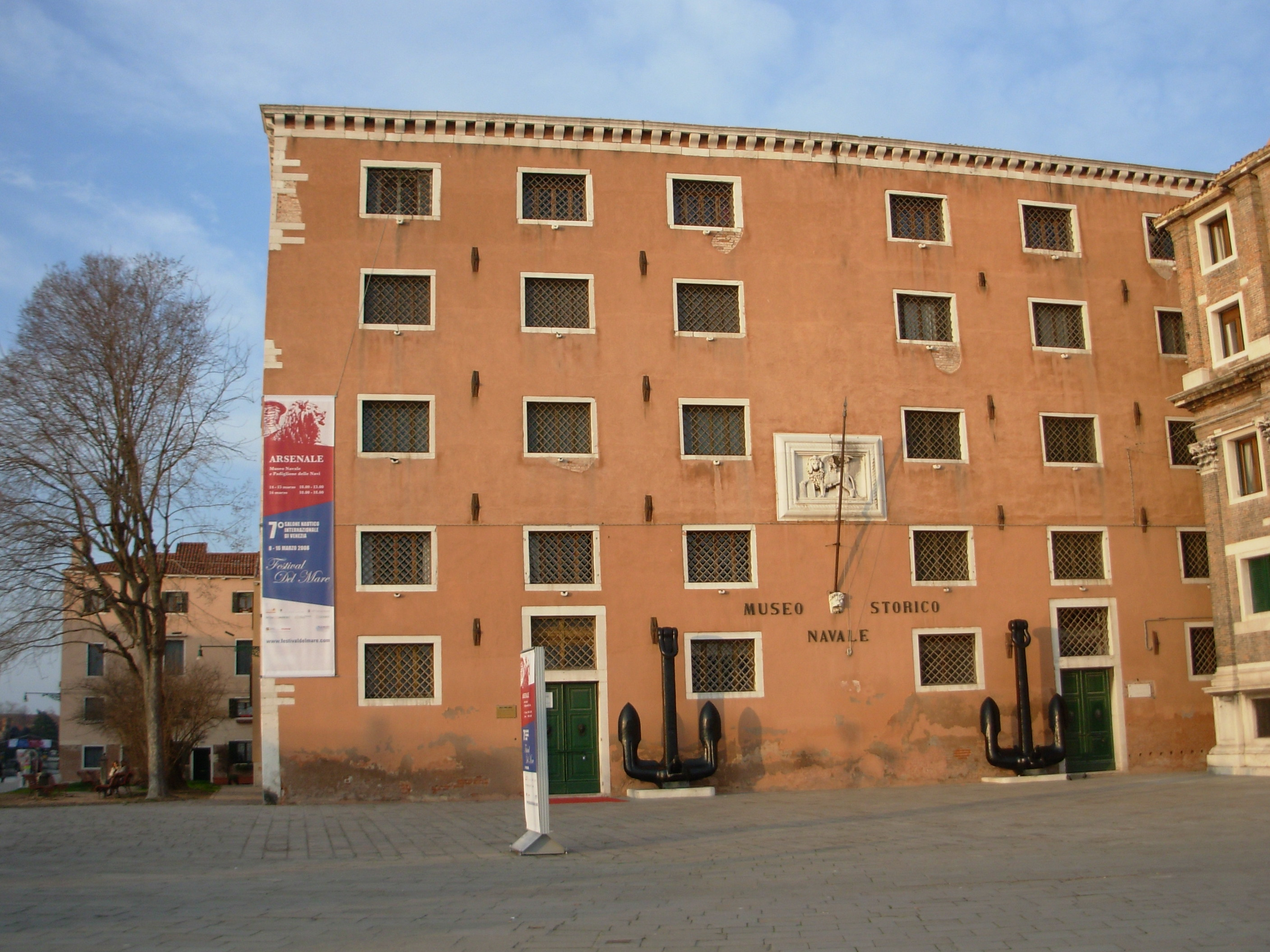
Il Museo storico navale situato vicino all'arsenale di Venezia

La Marina Militare possiede tre arsenali per il ricovero e la manutenzione della flotta:
- Arsenale militare marittimo della Spezia;
- Arsenale militare marittimo di Taranto, il distaccamento di Brindisi;
- Arsenale militare marittimo di Augusta.

È invece dismessa la funzione di arsenale militare per l'Arsenale di Venezia, mentre la gestione dell'Arsenale di Messina è passata all'Agenzia industrie difesa.

### L'aviazione navale
L'aviazione navale italiana nasce ufficialmente il 1º agosto 1956 con la costituzione del 1º Gruppo elicotteri dotato di AB-47G, affiancati nel tempo dagli AB-47J-3. La nave Luigi Rizzo della classe Carlo Bergamini servì da test operativi e divenne così la prima nave al mondo a poter imbarcare e ricoverare un elicottero. Nel marzo 1959 arrivarono dei SH-34 tramite il Mutual Defense Assistance Program (MDAP) stipulato con gli Stati Uniti.
Lo stesso programma fece arrivare in Italia ventiquattro bombardieri Curtiss S2C-5 Helldiver equipaggiati con apparecchiature per la lotta antisommergibile; gli Stati Uniti si offrirono di addestrare i piloti della Marina, ma l'Aeronautica Militare si oppose. I primi Helldiver italiani tuttavia vennero lanciati dalla portaerei Midway; questi velivoli giunti in Italia nel settembre del 1950 vennero presi in carico dall'Aeronautica Militare e inquadrati nell'86º Gruppo Antisom presso l'aeroporto di Grottaglie. Da allora i piloti della Marina Militare hanno utilizzato vari mezzi ad ala rotante dapprima, per una legge del periodo fascista che impediva alla Marina di possedere aerei, e poi ad ala fissa con l'acquisizione degli AV-8 B Harrier Plus in forza al GRUPAER (Gruppo aerei imbarcati) di MARISTAER-Grottaglie e imbarcati inizialmente sulla portaerei Garibaldi e in seguito anche sulla Cavour. Altri aeromobili in uso, basati oltre che a Grottaglie anche a Luni e a Catania, sono il Piaggio P180 Avanti, il Agusta-Bell AB 212 ASW, il Sikorsky SH-3D Sea King e l'AgustaWestland AW101. L'ultima acquisizione della Marina Militare vede l'ingresso dell'Lockheed Martin F-35 Lightning II in graduale sostituzione agli ormai datati Harrier. La gestione delle basi aeree e dei gruppi di volo dipendenti, l'addestramento degli equipaggi e del personale specialistico e il supporto tecnico-logistico sono di competenza del COMFORAER di Roma-Santa Rosa.

### Le forze da sbarco
Il Reggimento "San Marco" con il Reggimento "Carlotto" e il Gruppo mezzi da sbarco, hanno costituito fino al 1º marzo 2013 la forza da sbarco della Marina, che, insieme al Reggimento lagunari "Serenissima" in forza all'Esercito Italiano, formano la componente anfibia delle forze armate italiane. Da quella data è stata costituita la Brigata marina "San Marco", basata su tre reggimenti di fanteria di marina e dal Gruppo mezzi da sbarco, integrata nella Forza di proiezione dal mare.
Le origini risalgono al Reggimento Real Navi del Regno di Sardegna. Una brigata di fanteria di marina venne schierata durante la Prima guerra mondiale nei ranghi della 3ª Armata del duca d'Aosta e varie batterie costiere appoggiarono la fanteria dell'esercito; la brigata non era costituita come reparto ufficiale, tanto che la fanteria di marina verrà riformata solo a guerra finita, ma compagnie di "marinai fucilieri" (che era il nome della specializzazione dopo la riforma attuata da Benedetto Brin) combatterono a Grado e a Cortellazzo. Quest'ultimo è appunto il nome del battaglione logistico dell'attuale reggimento "Carlotto", intitolato a Ermanno Carlotto caduto durante la rivolta dei Boxer, che svolge funzioni di scuola e logistica, ed è abbinato al "Reggimento San Marco" nella "Forza da sbarco della Marina Militare". Nel corso dei decenni gli uomini del San Marco sono stati di volta in volta organizzati come battaglione, reggimento o brigata.
La "Brigata Marina San Marco" è forte di tre reggimenti: uno destinato a operare in contesti operativi anfibi e terrestri, un altro specializzato nell'abbordaggio delle navi e del controllo del traffico mercantile, e un terzo con compiti di formazione, di difesa delle installazioni e di rappresentanza.

### Le forze speciali
Per quello che riguarda le forze speciali, la Marina si avvale del Raggruppamento subacquei e incursori "Teseo Tesei" diviso in Gruppo operativo incursori (GOI) e Gruppo operativo subacquei (GOS). Le loro origini risalgono alla Xª Flottiglia MAS della Seconda guerra mondiale che venne riorganizzata a partire dal 1952 con vari nomi, fino ad adottare quello attuale di "COMSUBIN" assunto nel 1961 e da cui dipendono i due gruppi operativi.

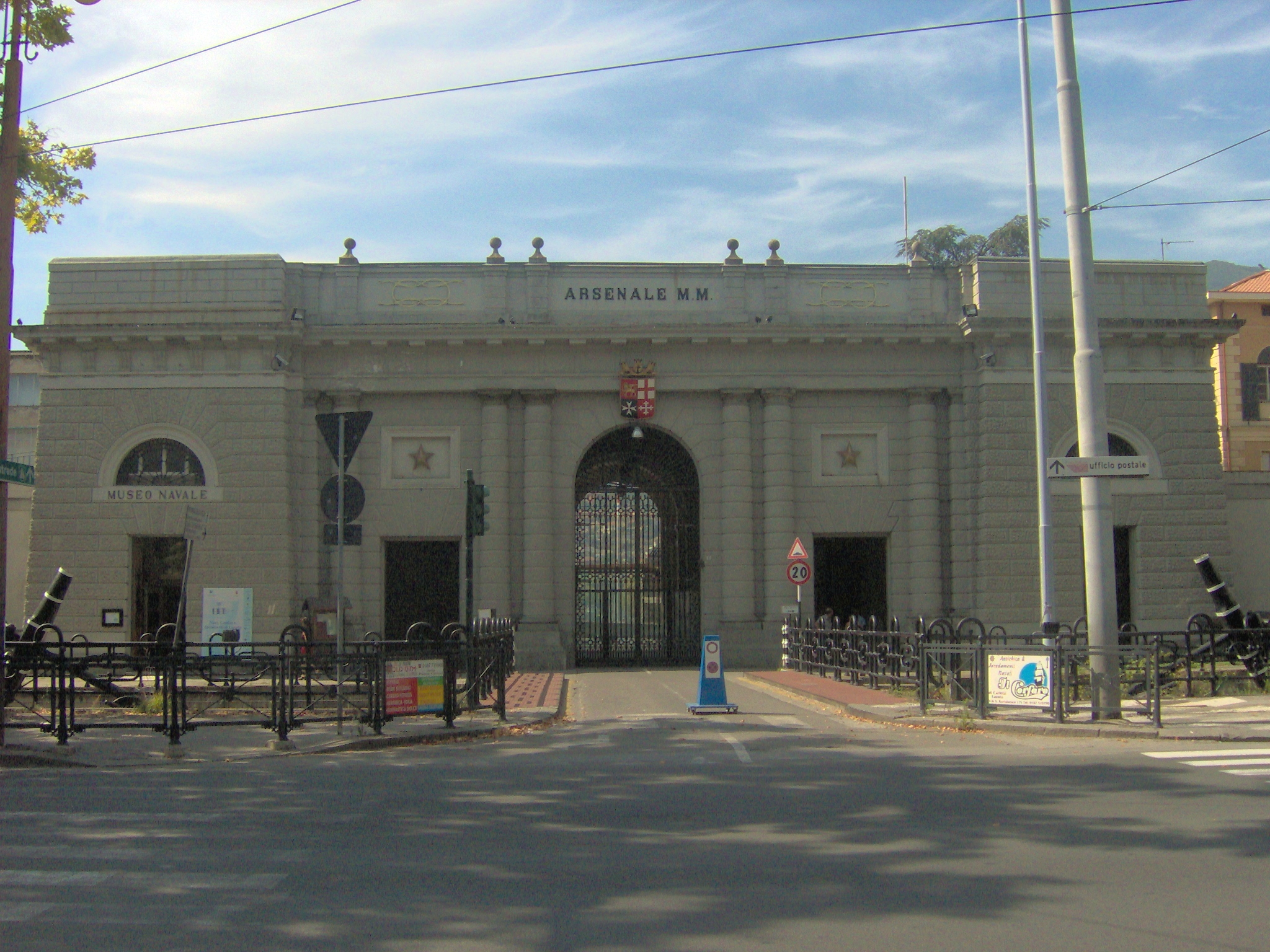
Ingresso dell'Arsenale Militare Marittimo di La Spezia

## Missioni internazionali
Oltre alla partecipazione di unità navali e aliquote della forza da sbarco a missioni a termine, esistono alcune missioni permanenti in ambiente NATO, UE o bilaterale. Tra queste,
- occasionalmente la Standing NATO Response Force Mine Countermeasures Group 1 navigante in oceano Atlantico e formata da sei a dieci unità secondo le disponibilità e i compiti;[110]
- permanentemente la Standing NATO Maritime Group 2 (ex STANAVFORMED, STAnding NAVal FORce MEDiterranean[111]), una formazione navale permanente della NATO con sede nel Mediterraneo formata da una unità per ogni paese NATO nel Mediterraneo più navi di altri paesi dell'alleanza. Il comando viene esercitato a turno da un ammiraglio di un paese partecipante;
- permanentemente la Standing NATO Response Force Mine Countermeasures Group 2 (SNMCMG2)[112]), una formazione navale permanente della NATO con sede nel Mediterraneo formata da unità cacciamine e di appoggio di vari paesi NATO operanti nel Mediterraneo. Il comando viene esercitato a turno da un comandante di un paese partecipante e la forza opera prevalentemente ma non esclusivamente nel Mediterraneo, anche in paesi al di fuori della NATO.

Le due formazioni SNMCMG partecipano all'operazione Ocean Shield (NATO, ma su mandato ONU), che mette in campo tre combined task force, CTF 150, CTF 151 e CTF 152, per operazioni di contrasto alla pirateria nel Mar Rosso e nel Mare Arabico).
- permanentemente la Multinational Force and Observers (MFO), formata esclusivamente da parte italiana per la componente navale fin dalla sua costituzione, avvenuta il 25 aprile 1982, da una flottiglia di pattugliatori costieri. Attualmente il Decimo Gruppo Navale Costiero (Comgrupnavcost 10) con sede a Sharm el-Sheikh conta su tre pattugliatori della classe Esploratore[114]);
- permanentemente la Forza anfibia italo-spagnola (SIAF), componente navale, e la Forza italo-spagnola da sbarco (SILF), componente da sbarco su base reggimento, attivate nel novembre 1998 dopo la firma di un accordo nel 1996.[115]
- La Marina Militare è fortemente legata alla Marine Nationale, grazie ai programmi FREMM, classe Orizzonte e I sistemi missilistici PAAMS, inoltre c'è una cooperazione in molti ambiti militari con la Marine Nationale e in generale con la Francia.

## Tradizioni

### Lo stemma e le bandiere della Marina italiana

L'incrociatore Giuseppe Garibaldi a Napoli nell'estate 1947, con la bandiera precedente all'adozione della nuova insegna navale

Lo stemma della Marina Militare venne ideato nel 1939 dall'ammiraglio, nonché sottosegretario di Stato per la Marina, Domenico Cavagnari, ed è composto da uno scudo diviso in quattro quarti, ognuno dei quali occupato dal blasone di un'importante repubblica marinara (Venezia, Genova, Amalfi e Pisa): nel primo quarto, su sfondo rosso, il leone alato giallo simbolo di San Marco (Venezia), nel secondo quarto la croce rossa su fondo bianco di Genova, nel terzo quarto la croce bianca su fondo blu di Amalfi e, nell'ultimo quarto, la croce bianca su fondo rosso simbolo di Pisa, il tutto sormontato da una corona turrita e "rostrata" che deriva dall'emblema che il Senato romano conferiva ai comandanti vincitori di battaglie navali.

Bandiera della Marina Militare

Lo stemma ricordava così le antiche tradizioni marinare italiane; Cavagnari, tra le repubbliche marinare, ne scelse quattro in modo da rappresentare il nord, il centro e il sud del paese. Lo stemma, approvato nell'aprile del 1941 con regio decreto, comprendeva anche lo scudo sabaudo e due fasci littori. In seguito alla proclamazione della Repubblica la bandiera della Marina Militare, privata dello stemma sabaudo, coincideva con la bandiera nazionale che pertanto venne usata come insegna navale fino al 9 novembre 1947, quando con decreto legislativo n. 1305 venne adottata la nuova insegna navale. Il 29 novembre 1947 il capo provvisorio dello Stato Enrico De Nicola approvò le modifiche allo stemma, portandolo a una forma rimasta immutata fino al dicembre 2012 quando, in seguito a uno studio, è stato adottato uno stemma con i tratti d'origine più fedeli ai simboli alle repubbliche marinare rappresentate.
Lo stemma viene utilizzato nella bandiera della Marina Militare che, secondo il decreto legislativo n. 275 del 29 novembre 1947, "è costituita dal Tricolore italiano, caricato, al centro della banda bianca, dall'emblema araldico della Marina Militare, rappresentante in quattro parti gli stemmi delle Repubbliche marinare (in ordine da sinistra verso destra: Venezia, Genova, Amalfi e Pisa), e sormontata da una corona turrita e rostrata".
Sulla prua delle navi è collocato lo stellone d'Italia. La Marina mercantile italiana e tutto il naviglio civile utilizzano una bandiera molto simile nel cui stemma, che non è sormontato dalla corona, il leone di san Marco regge un libro aperto recante la frase latina «PAX TIBI MARCE EVANGELISTA MEVS» (Pace a te, Marco, mio evangelista) e non una spada. Questa differenza rispecchia quella presente tra gli emblemi utilizzati dalla Repubblica di Venezia per il tempo di guerra e per il tempo di pace, riscontrabile tra l'altro anche nei blasoni concessi alle città governate dalla Serenissima, nel caso queste fossero state annesse con o senza confronti armati, rispettivamente. La bandiera navale di Stato (inalberata dal naviglio appartenente ad amministrazioni civili dello Stato) è stata uguale a quella della Marina mercantile fino al 2003 e da allora è invece caricata, al centro della banda bianca, dell'emblema dello Stato.

#### Bandiera d'arma

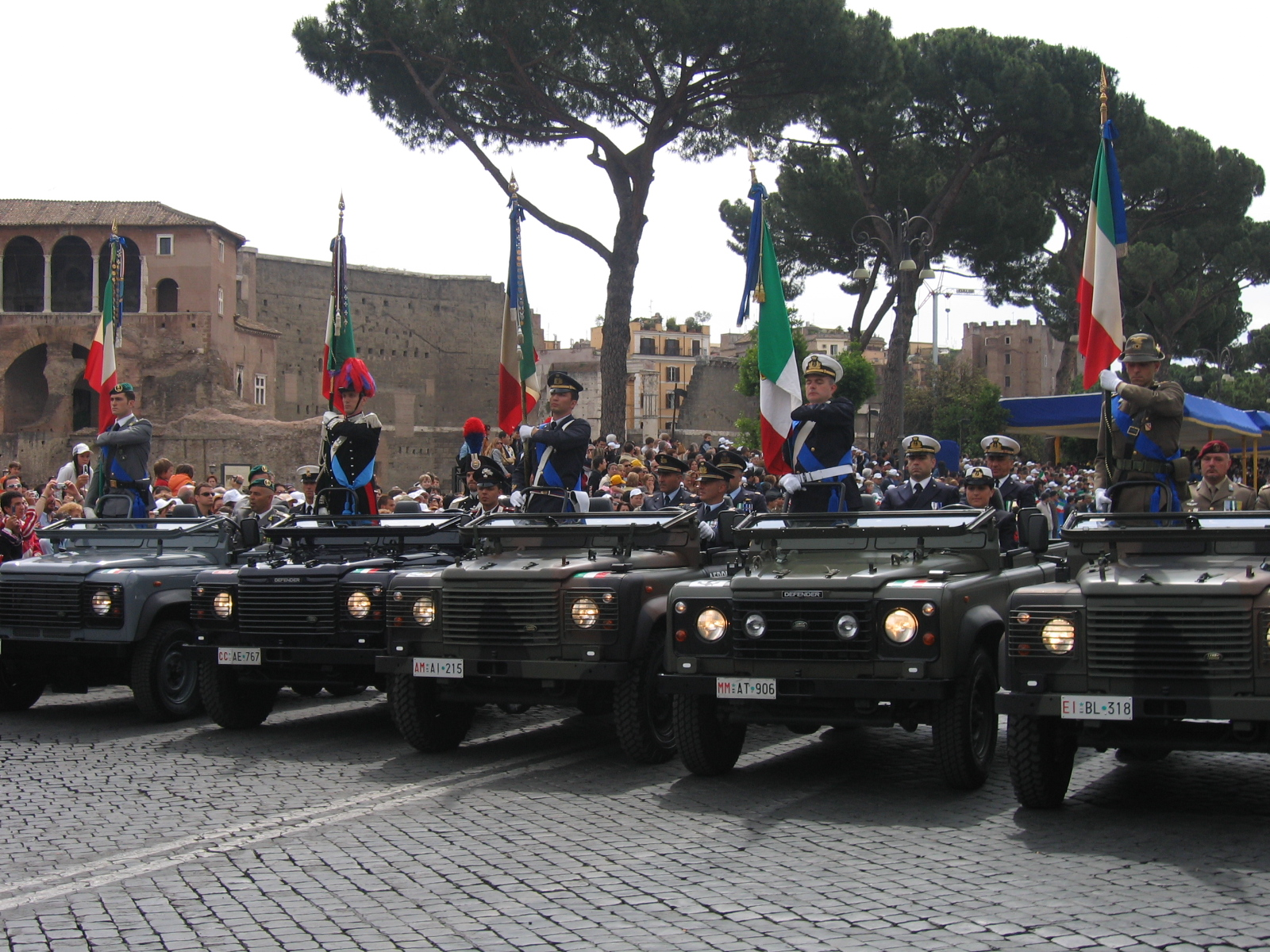
Bandiere di guerra delle forze armate italiane e della Guardia di Finanza in sfilata per la festa della Repubblica. La bandiera della Marina Militare è la seconda da destra

La bandiera d'arma della Marina venne concessa alle forze da sbarco della Regia Marina, con regio decreto nº 708 del 12 maggio 1939. Al termine della Seconda guerra mondiale, la bandiera cambiò denominazione in "Bandiera d'Arma della Marina Militare". Attualmente è in consegna allo Stato Maggiore della Marina ed è custodita presso l'installazione Santa Rosa di Roma, sede del Comando in capo della squadra navale (CINCNAV).
 
La bandiera ha ricevuto diverse decorazioni. Tra di esse spiccano le due medaglie d'oro al valor militare conferite al Corpo da sbarco della Regia Marina per l'occupazione della Tripolitania e Cirenaica nel 1911 e alla Regia Marina per il contributo dato durante la Seconda guerra mondiale.
L'elenco completo è il seguente:
- 6 Croci di Cavaliere dell'Ordine militare d'Italia (di cui 1 già dell'Ordine militare di Savoia)
- 2 Medaglie d'oro al valor militare
- 1 Medaglia d'argento al valor militare
- 1 Medaglia di bronzo al valor civile
- 1 Medaglia d'oro per i benemeriti della salute pubblica

#### Bandiere navali
Segue un elenco delle bandiere istituzionali e militari della Repubblica Italiana.
| | Bandiera nazionale delle navi da guerra                                                                            |
| | Bandiera nazionale delle navi mercantili e civili                                                                  |
| | |
| | Bandiera di bompresso (fronte e retro)                                                                             |
| Istituita con decreto 30 novembre 1947 | |
| Fiamma | |
| Istituita con decreto 30 novembre 1947 | |
| | Stendardo presidenziale                                                                                            |
| Istituito con decreto 14 ottobre 2000 | |
| | Bandiera distintivo del presidente del Consiglio dei ministri                                                      |
| | |
| | Bandiera distintivo del ministro della difesa                                                                      |
| | Bandiera distintivo del sottosegretario della difesa                                                               |
| | |
| | Bandiera distintivo di ambasciatore                                                                                |
| | Bandiera distintivo di inviato                                                                                     |
| | |
| | Insegna del capo di stato maggiore della difesa                                                                    |
| | Insegna del capo di stato maggiore dell'Esercito o del capo di stato maggiore dell'Aeronautica Militare            |
| | Insegna del capo di stato maggiore della Marina Militare                                                           |
| | Insegna del comandante generale dell'Arma dei Carabinieri                                                          |
| | |
| | Insegna del comandante in capo delle forze navali in combattimento                                                 |
| | |
| | Insegna dell'ammiraglio della flotta della Regia Marina e di comandante della Squadra Navale della Marina Militare |
| | Insegna di generale di corpo d'armata o di squadra aerea con incarichi speciali                                    |
| | |
| | Insegna di generale di corpo d'armata o di squadra aerea con incarichi superiori                                   |
| | Insegna di ammiraglio di squadra                                                                                   |
| | Insegna di generale di corpo d'armata o di squadra aerea                                                           |
| | |
| | Bandiera distintiva per l'ordinario militare d'Italia                                                              |
| | Bandiera distintiva per il vicario militare generale per l'Italia                                                  |
| | |
| | Insegna di ammiraglio di divisione;                                                                                |
| è issata all'albero di maestra. | |
| | Bandiera di generale di divisione                                                                                  |
| | |
| | Insegna di contrammiraglio;                                                                                        |
| è issata all'albero di trinchetto. | |
| | Bandiera di generale di brigata;                                                                                   |
| è issata all'albero di maestra. | |
| | Insegna di capitano di vascello comandante di divisione;                                                           |
| è issata all'albero di maestra. | |
| | Guidone distintivo di comandante superiore;                                                                        |
| venne istituito con il foglio d'ordine dell'11 settembre 1913 ed issato all'albero di trinchetto per indicare, nel caso di più squadriglie riunite, l'unità comandata dall'ufficiale più anziano. | |
| | Guidone per comandante superiore ma di grado inferiore a capitano di vascello                                      |
| | Guidone distintivo del comandante di flottiglia di unità minori                                                    |
| | Guidone distintivo del comandante di squadriglia di cacciatorpediniere                                             |
| | Guidone distintivo del comandante di squadriglia di torpediniere                                                   |
| | Guidone distintivo del comandante di squadriglia di sommergibili                                                   |
| | Guidone distintivo del comandante di squadriglia di MAS                                                            |
| | Guidone per le navi postali                                                                                        |
| | Guidone del naviglio della Guardia di finanza                                                                      |
| | Guidone del naviglio dell'Arma dei Carabinieri                                                                     |

### Festa della Marina Militare

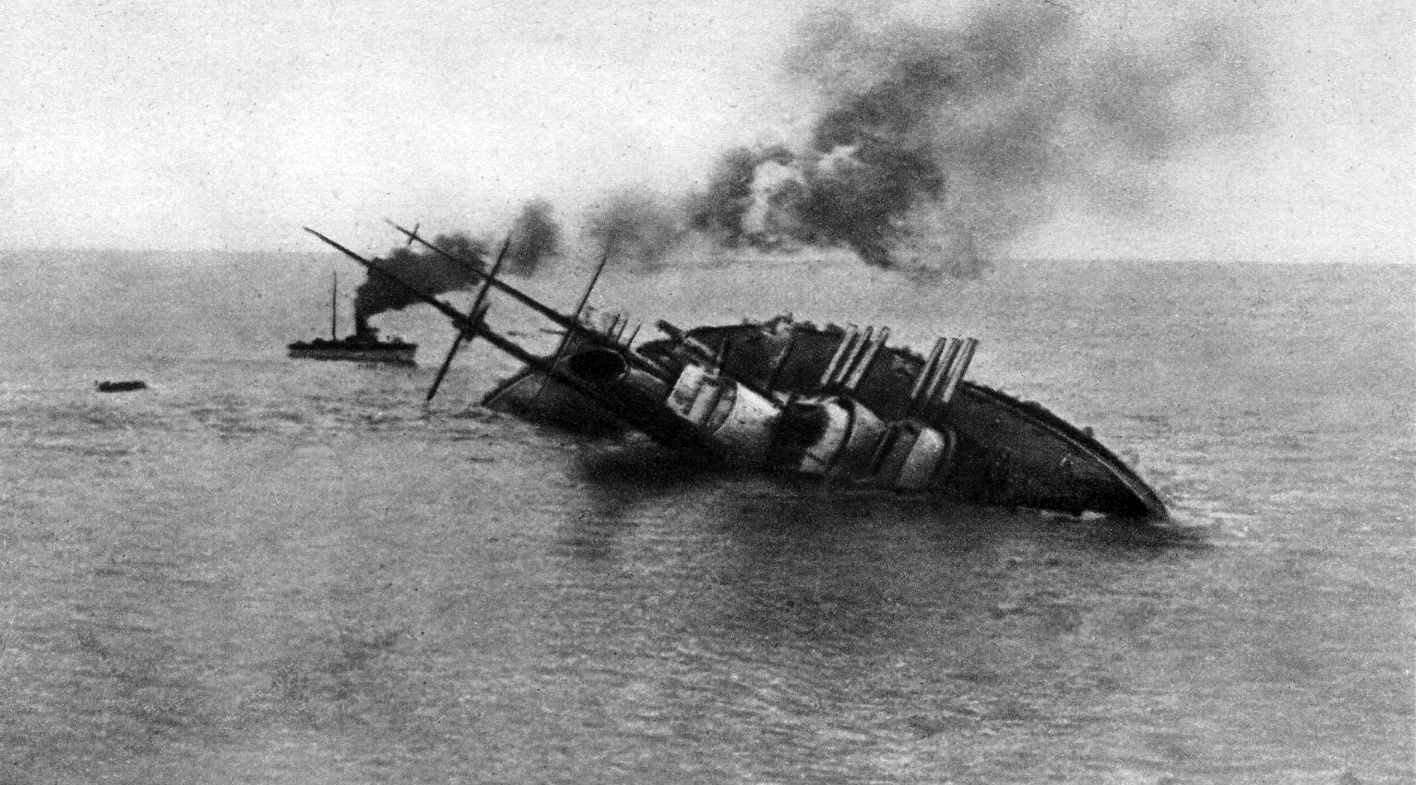
La corazzata della k.u.k. Kriegsmarine SMS Szent István ("Santo Stefano") affonda al termine dell'impresa di Premuda del 10 giugno 1918. Per celebrare l'evento la "Festa della Marina Militare" si tiene il 10 giugno di ogni anno

La "Festa della Marina Militare" è stata formalmente istituita il 13 marzo 1939: il giorno in cui celebrare tale ricorrenza, il 10 giugno, fu scelto in ricordo dell'impresa di Premuda, nella quale il comandante Luigi Rizzo, partendo dal porto di Ancona con due MAS, affondò la corazzata austriaca Szent István.
Prima di tale data (e anche fra il 1950 e il 1963 compresi) la festa della Marina era celebrata il 4 dicembre, nel giorno dedicato alla patrona della Marina Militare, Barbara di Nicomedia. Fu l'allora capo di stato maggiore della Marina Ernesto Giuriati a convincere il ministro della Difesa Giulio Andreotti a riportare la giornata celebrativa alla più significativa data del 10 giugno. Dal 1945 al 1949 la festa non è stata commemorata.
Per quanto riguarda la patrona Santa Barbara, questa fu confermata patrona della Marina da Pio XII con il breve pontificio del 4 dicembre 1951. La santa fu scelta in particolare perché simboleggiante la serenità del sacrificio di fronte a un pericolo inevitabile.

### La preghiera del marinaio
Nella tradizione della Marina Militare la preghiera del marinaio è il testo che viene letto a bordo delle navi in navigazione, sia nel corso della cerimonia dell'ammaina bandiera che al termine delle messe; la preghiera è letta dall'ufficiale più giovane a bordo; a terra il testo viene letto al termine delle funzioni religiose celebrate in suffragio dei marinai deceduti.
Il testo della preghiera fu composto dallo scrittore Antonio Fogazzaro nel 1901 dietro sollecitazione del vescovo di Cremona Geremia Bonomelli e venne recitato per la prima volta nel marzo dello stesso anno sulla nave Giuseppe Garibaldi, in quel momento ai comandi del capitano di vascello Cesari Agnelli; la lettura della preghiera fu resa obbligatoria a partire dal 1909 in seguito al rapido diffondersi della tradizione.

### Banda della Marina Militare
Il Corpo musicale della Marina Militare è stato costituito nel 1870 a La Spezia ed è uno dei più antichi complessi bandistici militari italiani. A partire dal 1965 è stato trasferito a Taranto e infine a Roma dove si trova tuttora.
I suoi 102 musicisti, con al vertice un capitano di fregata, svolgono i loro compiti sia nel territorio nazionale che all'estero.

## Pubblicazioni della Marina Militare
Rivista Marittima
Pubblicazione mensile (11 numeri annuali) fondata nel 1868; è lo specchio della Marina Militare e lo scopo della rivista, tramite articoli di attualità, geopolitica, tecnico scientifici e di storia militare, è quello di promuovere e diffondere la cultura marittima all'interno e all'esterno della Marina Militare, coinvolgendo il mondo accademico, scientifico, diplomatico e istituzionale. Disponibile per abbonamento a personale militare e a privati.
Notiziario della Marina
Pubblicazione mensile (11 numeri annuali) fondata nel 1954. Organo informativo interno ("giornale aziendale") alla forza armata, ha lo scopo di informare il personale dipendente e le rispettive famiglie sulle attività della Marina Militare. Disponibile per abbonamento a personale militare e a privati. I suoi numeri riportano uno spaccato della storia della Marina e sono oggetto anche di discussioni sui forum di appassionati
Bollettino d'Archivio dell'Ufficio Storico della Marina Militare
Pubblicazione trimestrale storico/archivistica dal 1987 per collaborazione alle attività editoriali e di ricerca con l’Ufficio Storico della Marina Militare.
Pubblicazioni dell'Ufficio Storico
L'Ufficio Storico della Marina Militare, fondato nel 1913, ha il compito di conservare e divulgare il patrimonio storico della Marina Militare finalizzato allo sviluppo e alla diffusione della cultura navale nell’ambito della collettività nazionale.
 L'Ufficio Storico della Marina svolge un'attività editoriale nella pubblicazione di numerosi volumi, sia prodotti dallo stesso Ufficio sia tradotti. L'attuale produzione, di oltre 100 volumi, è articolata nelle seguenti collane omogenee con catalogo disponibile in formato pdf:
- La Marina italiana nella Seconda guerra mondiale
- Le navi d’Italia
- Politica navale
- Opere varie
- Uomini della Marina
- Traduzioni di grandi opere straniere
- I decorati al valore della Marina
- Stampe

## Musei
La Marina possiede due musei navali, oltre ad altre due strutture museali: 
- Museo tecnico navale di La Spezia
- Museo storico navale di Venezia
- Castello Aragonese di Taranto
- Mostra storica arsenale (Mo.S.A.) di Taranto
- Sala museale Guglielmo Marconi di Ancona[134]

La Marina Militare ha inoltre un canale ufficiale su YouTube in cui sono attualmente presenti più di un migliaio di video autoprodotti e caricati.